# Donald Trump
Donald John Trump (* 14. června 1946 New York) je americký republikánský politik, podnikatel a miliardář sloužící coby 45. a 47. prezident Spojených států amerických v letech 2017–2021 a od roku 2025. Jeho prezidentství charakterizuje zaměření se na obchod a na konzervativní hodnoty, silně konfrontační styl politiky a požadavek loajality.
Před vstupem do úřadu amerického prezidenta působil jako předseda a generální ředitel společnosti The Trump Organization, která se převážně zabývá obchodováním s nemovitostmi. Provozuje také hotely, kasina a golfové hřiště po celém světě. Díky své reality show The Apprentice (tj. Učeň) na stanici NBC se stal i mediálně známým. Ve volbách v roce 2020 neobhájil post prezidenta.

## Osobní život a vzdělání

### Původ a předkové
Narodil se v newyorském Queensu jako čtvrté z pěti dětí. Jeho rodiče byli Frederick C. Trump (11. října 1905, New York – 25. června 1999) a Mary A. MacLeod (10. května 1912, Skotsko – 7. srpna 2000). Otec se stal v New Yorku velkým stavebním podnikatelem. Prarodiče Donalda Trumpa z otcovy strany byli původem němečtí imigranti, kteří se přistěhovali do Spojených států v roce 1885. Dědeček Frederic Trump (původním jménem Friedrich Trump) se narodil v malé vinařské obci Kallstadt v oblasti, která v současnosti patří do německé spolkové země Porýní-Falc. Babička se jmenovala Elisabeth, roz. Christ. Již dědeček Trump nabyl značného majetku v USA jako majitel řetězce pohostinství a také nevěstince, mj. ve městě Seattle ve státě Washington.
Otec Frederic C. Trump daroval nebo půjčil svému synu Donaldovi celkem 413 milionů dolarů.

### Vzdělání
Mladý Trump studoval na Kew-Forest School ve Forest Hills, v newyorské městské části Queens. Kvůli problémům při studiu jej rodiče ve třinácti letech poslali na vojenskou akademii (New York Military Academy). Tam získal akademické vzdělání a také hrál v týmech amerického fotbalu a basketbalu. Od basketbalového trenéra dostal v roce 1964 cenu Coach's Award. Poté studoval dva roky na Fordham University, načež přestoupil na Wharton School patřící k Pensylvánské univerzitě. Po absolvování bakalářského studia (BS) v oboru ekonomie a finančnictví nastoupil v roce 1968 do otcovy firmy Trump Organization.

### Rodina
V roce 1977 se Donald Trump oženil s českou modelkou Ivanou Zelníčkovou. Do manželství se narodily tři děti: Donald Jr., Ivanka a Eric Trumpovi. Nejstarší z těchto dětí, Donald Jr., hovoří plynně česky, protože měl v dětství úzký vztah k prarodičům z matčiny strany. Od roku 1980 také pravidelně trávil část letních prázdnin ve Zlíně.
Československá Státní bezpečnost vedla od dubna 1978 sledovací svazek na tehdejší Trumpovu manželku Ivanu. Při té příležitosti získávala také informace o Trumpově angažmá v tehdejší americké politice. Byla tak mimo jiné informována o Trumpově zájmu ucházet se o křeslo prezidenta USA už v roce 1988, respektive 1996.
Samotný Donald Trump navštívil Československo v roce 1990, kdy se ve Zlíně zúčastnil pohřbu svého tchána Miloše Zelníčka. Manželé Donald a Ivana Trumpovi se rozvedli v roce 1992. Následujícího roku si Trump vzal herečku Marlu Maplesovou, s níž má dceru Tiffany. Jejich rozvod následoval v roce 1999. O šest let později se Trump oženil potřetí, a to se slovinskou modelkou a návrhářkou Melanií Knavsovou, která přivedla na svět syna Barrona Williama Trumpa.

### Náboženství
Sám Trump se hlásí k presbyteriánství.[zdroj?] Podporu nachází zejména mezi bílými americkými evangelikály, ale také mezi katolíky, a to navzdory prohlášením papeže Františka na adresu některých Trumpových postojů.

## Podnikatelská kariéra

### Počátky podnikatelské kariéry

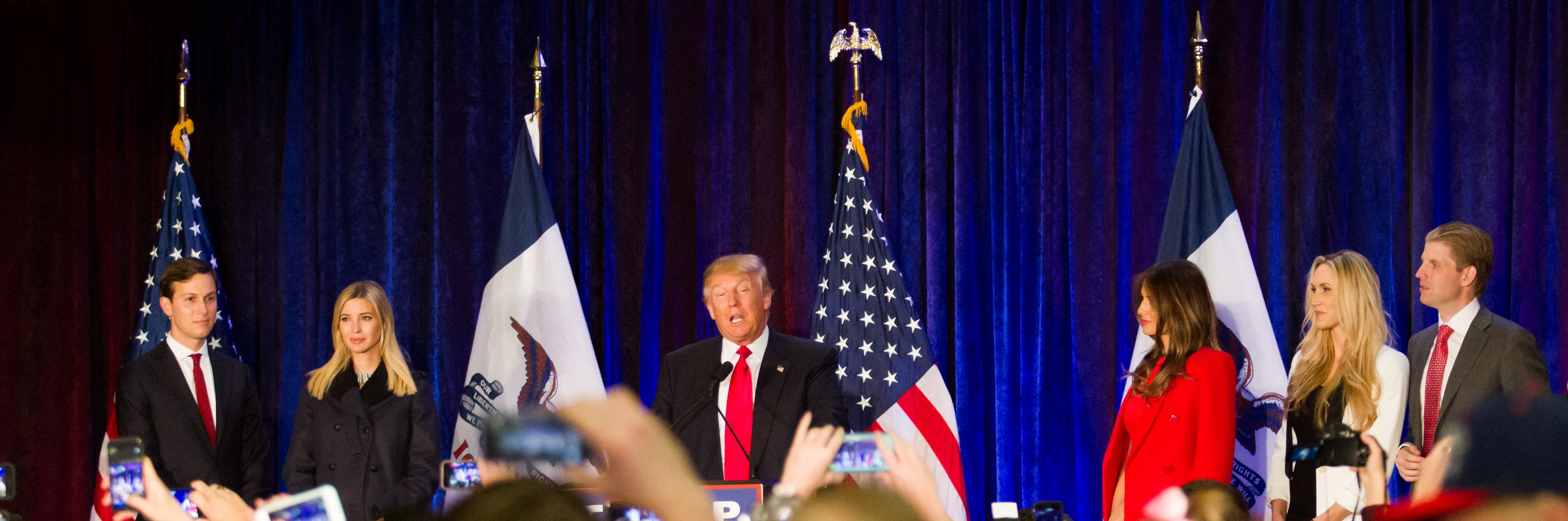
Zeť Jared Kushner, nejstarší dcera Ivanka, Trump, manželka Melania, snacha Lara a druhý nejstarší syn Eric

Trump začal svou podnikatelskou kariéru ve společnosti svého otce (Trump Organization). Pro začátek jeho vlastního podnikání mu otec poskytl úvěr ve výši jednoho milionu dolarů. Jedním z jeho prvních projektů byla revitalizace bytového komplexu Swifton Village v Cincinnati ve státě Ohio. Když předal Swifton Village firmě svého otce, dosáhli zisku 6 milionů amerických dolarů.
V roce 1980 v New Yorku začaly práce na obnovení Wollman Stadium (stadionu) v Central Parku. Projekt měl předpokládaný stavební plán na 2½ roku. Jenže v roce 1986 nebyli ani blízko dokončení a už proinvestovali 12 milionů dolarů. Trump nabídl převzetí těchto prací bez toho, že by město muselo něco zaplatit. Nabídka byla odmítána, dokud se nedostala do pozornosti médií. Nakonec dostal příležitost a projekt dokončil během tří měsíců za 1,95 milionu dolarů, což bylo o 750 000 dolarů méně než původní rozpočet.
Do konce osmdesátých let se dostal do finanční krize. Výstavbu svého třetího kasina, Trump Taj Mahal v Atlantic City (New Jersey), financoval většinou z půjček s vysokým úrokem, které následně nedokázal splácet. Banky a držitelé dluhopisů přitom ztratili stovky milionů dolarů. 50 % vlastnictví kasina Taj Mahal musel převést na původní držitele dluhopisů, aby snížil úrokové zatížení a dostal více času na splacení dluhu. Do roku 1994 se mu podařilo značně snížit svůj 900milionový osobní dluh a též výrazně snížil svůj 3,5miliardový obchodní dluh. V roce 1995 spojil svoje kasina do společnosti Trump Hotels & Casino Resorts.

### Podnikatelské úspěchy
Trump je předsedou a generálním ředitelem (Chief Executive Officer, CEO) společnosti The Trump Organization, která se zabývá obchodováním s nemovitostmi. Trump je též zakladatelem společnosti Trump Entertainment Resorts, která provozuje mnoho kasin a hotelů po celém světě. V říjnu 2016 byl Donald Trump podle seznamu časopisu Forbes 499. nejbohatším člověkem světa.
Mezi další Trumpovy fungující projekty – např. Trump Financial (hypoteční firma), Trump Sales and Leasing (rezidentní prodeje), Trump International Realty (rezidenční a komerční nemovitosti), Trump Restaurants, Go Trump (on-line cestovní vyhledávač), Select By Trump (řada kávových nápojů), Trump Drinks (energetický nápoj pro izraelský a palestinský trh), Donald J. Trump Signature Collection (řada pánského oblečení a hodinky), Trump Ice (balená voda), Trump Golf, Trump Chocolate, Trump Productions (televizní produkční společnost) anebo Trump Home (bytové zařízení).

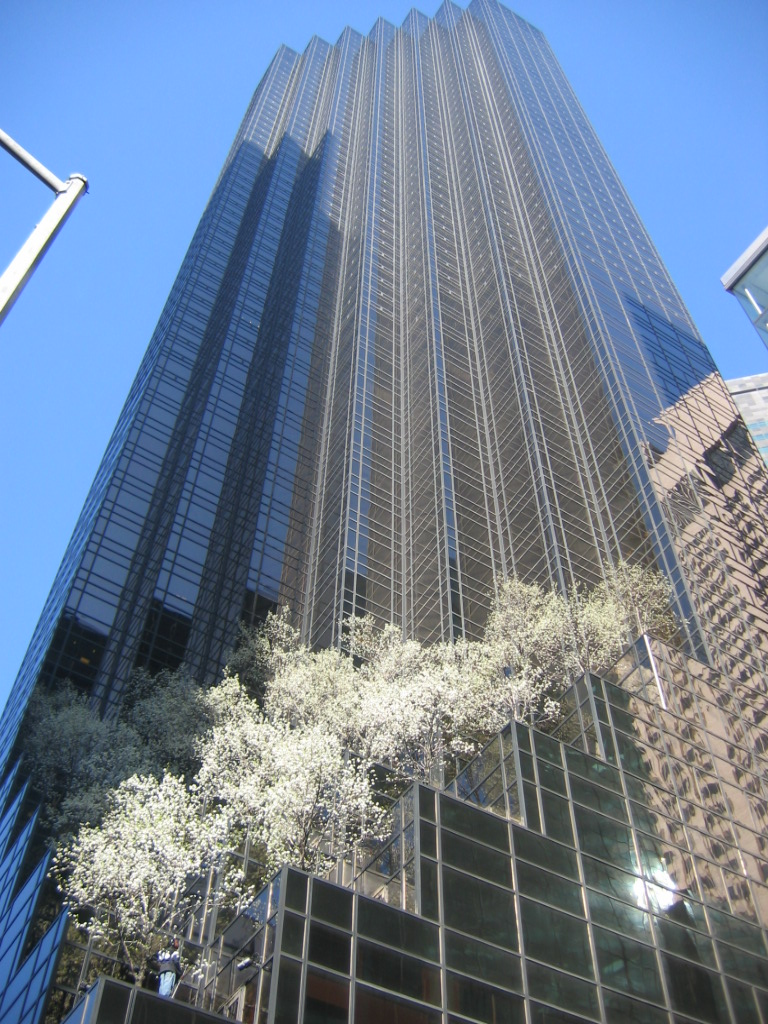
Trump Tower v New Yorku

### Podnikatelské neúspěchy
- Podle zpráv během své podnikatelské kariéry šestkrát zbankrotoval a přišel o velké částky peněz.[20]
- V období 1985–1994 ztratil Trump svými podnikatelskými rozhodnutími 1,17 miliardy dolarů.[21] Trump se k této ztrátě vyjádřil ve tweetu, který bylo možno interpretovat jako přiznání k daňovým únikům.[22]

V letech 1991, 1992, 2004 a 2009 vyhlásil Trump bankrot. První dva bankroty byly v souvislosti s jeho nemovitostmi: Trump Taj Mahal a Trump Plaza Hotel. S odstupem času sám tvrdil, že tehdy, když nechal postavit ona luxusní kasina, příliš zpyšněl. V roce 1994 se jeho osobní dluh vyšplhal na 900 milionů a obchodní dluh 3,5 mld. USD. Tehdy musel prodat část svých firem a nemovitostí a vzdát se svého podílu v dalších společnostech. K finančnímu zotavení mu pomohly mj. výhodné smlouvy u nemovitostí za možnost zobrazit na nich nápis „TRUMP“. Bankroty z let 2004 a 2009 byly opět spojeny s jeho nemovitostmi, mezi jinými Trump Taj Mahal a Trump Hotels & Casino Resorts.
Mnohé projekty jeho podnikání skončily neúspěchem, nebo již byly zrušeny – např. Trump Airlines, Trump University, Trump Magazine, Trump Vodka, Trump Steaks, Trump Mortgage. Projekt Trump University (2004–2011) se v roce 2013 a v březnu 2016 dostal do zájmu médií, když státní návladní Eric Schneiderman zahájil vyšetřování, které skončilo žalobou, říkající, že se škola „angažovala ve specifických podvodných, klamavých a nezákonných činnostech“. Nejednalo se o univerzitu (název musel být později změněn), ale spíše o program velmi drahých motivačních kurzů s pochybným prospěchem pro jejich účastníky.
Podle deníku The New York Times, který získal dlouho utajované údaje o daňových přiznáních Donalda Trumpa za poslední dvě dekády, zaplatil Trump na daních v roce 2016 pouze 750 dolarů a neplatil žádné daně v deseti z předešlých patnácti let. V únoru 2021 Nejvyšší soud USA zamítl stížnosti Trumpových právníků a nařídil jeho účetní firmě Mazars USA aby poskytla veškeré údaje o Trumpových daňových odpočtech kanceláři státního zástupce v New Yorku.

### Nemovitosti
Donald Trump vlastní v USA několik nemovitostí:
- administrativní a rezidenční budovy:
  - Trump Tower (mrakodrap s hodnotou 320 milionů dolarů je jednou z nejcennějších nemovitostí v New Yorku)
  - Trump World Tower (newyorský mrakodrap oceněný na 290 milionů dolarů)
  - 40 Wall Street (Trump Building, původní budovu z roku 1930 Trump renovoval v roce 1996. Budova je 283 m vysoká a má 72 podlaží.)
- hotely:
  - Trump International Hotel & Tower (Chicago)
  - Trump International Hotel & Tower (Las Vegas)
  - Trump International Hotel & Tower (New York)
- kasina:
  - Trump Taj Mahal (pokerová místnost kasinové části je jedna z největších v Atlantic City. Hotelová část má 1250 pokojů.)
  - Trump Plaza
  - Trump Marina

Kromě těchto a dalších nemovitostí v USA vlastní Trump také luxusní sídlo na Floridě, zvané Mar-a-Lago. Pro toto sídlo musel Trump dne 8. září 2017 nařídit jeho evakuaci, protože bylo, stejně jako celé východní pobřeží států Florida a Georgie, ohroženo hurikánem Irma.
V zahraničí nesou Trumpovo jméno následující budovy:
- Trump International Hotel and Tower (Toronto)
- The Palm Trump International Hotel and Tower (Dubaj)
- Trump Ocean Club International Hotel and Tower (Panama City)
- Trump Ocean Club Baja Mexico (nedaleko od San Diego)

## Mediální působení

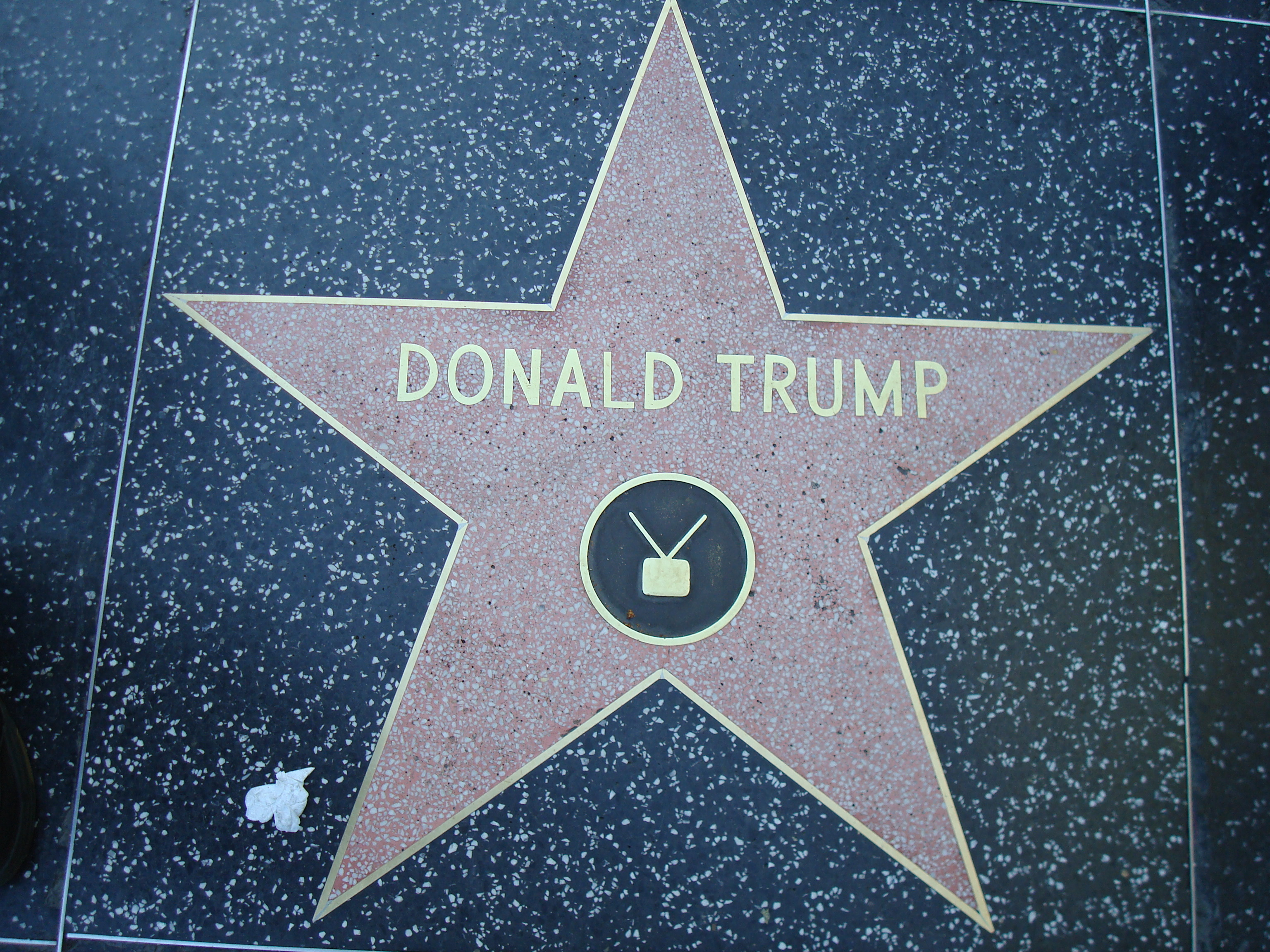
Trumpova hvězda na Hollywoodském chodníku slávy

Donald Trump byl dvakrát nominován na Cenu Emmy a účinkoval v cameo rolích v několika filmech (Sám doma 2: Ztracen v New Yorku) a seriálech (Chůva k pohledání, Tak jde čas). Mnohokrát byl hostem různých talk show. Objevil se i v jiných zábavných pořadech, např. ve World Wrestling Entertainment, kde se v ringu pral s vlastníkem organizace, Vincem McMahonem.
V roce 2003 se stal výkonným producentem a moderátorem soutěžní reality show The Apprentice na kanále NBC. Při každém vysílání této soutěže bojovala skupina lidí o práci v Trumpově společnosti. V první sérii The Apprentice dostával Trump plat 50 000 dolarů za jednu epizodu, ale po úspěchu programu byl odměňován 3 miliony dolarů za epizodu. Po 10 sériích přidal spin-off The Celebrity Apprentice, kde vystupovaly celebrity. Peníze, které se jim podařilo vybrat v každém kole, šly na charitativní projekt dle výběru projektového manažera vítězného týmu. V roce 2007 za The Apprentice dostal Trump hvězdu na hollywoodském chodníku slávy, která však byla již několikrát vandalizována.
Trump se po úspěchu show The Apprentice stal výkonným producentem i dalších projektů, jako byly soutěže krásy Miss USA a Miss Universe Pageant, které vysílala rovněž televizní stanice NBC.
Poté, co oznámil prezidentskou kandidaturu a v preferencích šel mezi republikány do vedení, byl Trump mediálně exponován nesrovnatelně intenzivněji, typicky s několika rozhovory denně. Získával tak nejvíce prostoru a času v médiích nejen mezi republikánskými, ale všemi prezidentskými kandidáty. Pro média byly zprávy týkající se Donalda Trumpa z hlediska sledovanosti velmi atraktivní, a tak na zpravodajství ani mediálním času jemu věnovanému nešetřily, čímž i on dostával de facto zdarma prostor pro vyjadřování svých názorů, kterými mohl pro sebe získat mnohé nerozhodnuté voliče. Celkem bylo odhadováno, že hodnota mediálního prostoru jemu „zdarma“ poskytnutého (na rozdíl od reklam, za něž by musel platit komerční ceny) činila 1,9–2,0 miliardy dolarů.

## Politické působení do roku 2016
Trump se začal politicky výrazněji angažovat od konce sedmdesátých let 20. století, kdy organizačně i finančně podporoval některé volební kampaně. Na konci osmdesátých let mu bylo republikány poprvé neformálně nabídnuto, aby kandidoval. Jako potenciálního politického partnera ho zřejmě vnímal i Michail Gorbačov, který měl velký zájem se s ním v roce 1988 v New Yorku setkat. Trump nakonec nabídku republikánů odmítl. Zároveň ale začal uvažovat o vlastní kandidatuře pro rok 1996, kterou chtěl už tehdy koncipovat jako nezávislou na republikánech i demokratech.
V show Oprah Winfreyové v roce 1988 byl pravděpodobně poprvé dotázán, zda přemýšlí o kandidatuře na prezidenta Spojených států amerických. Trump sice odpověděl „pravděpodobně ne“, ale tuto možnost zcela nevyloučil. Do předvolebního boje o kandidaturu pak vstoupil již v roce 2000. Zúčastnil se primárek Reformní strany USA a vyhrál ve dvou státech, pak od kandidatury ustoupil. V roce 2014 řekl, že „velmi vážně zvažuje“ opětovnou kandidaturu.

### Politické pozice

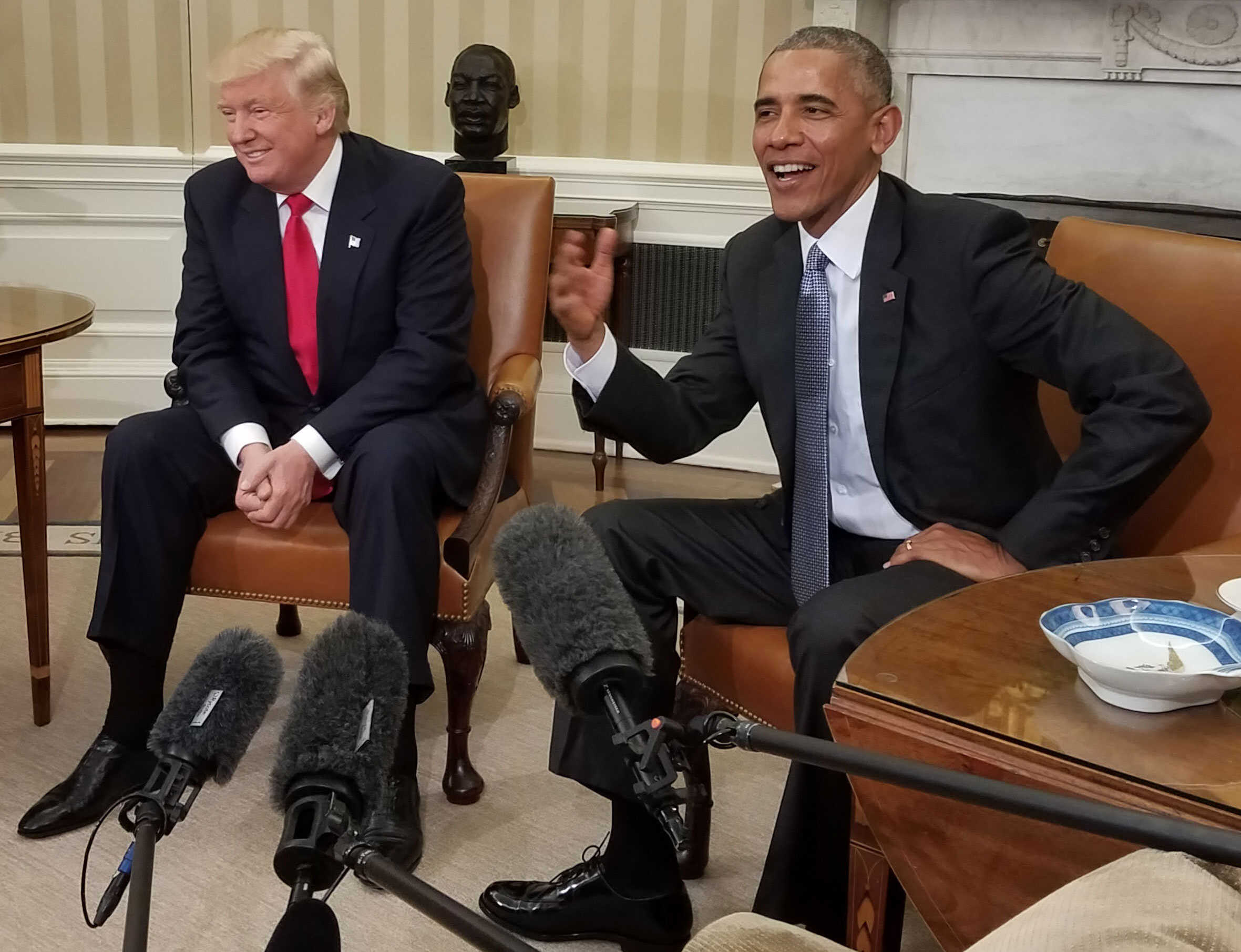
Donald Trump v Oválné pracovně Bílého domu s prezidentem Obamou po svém vítězství ve volbách, 10. listopadu 2016

V oblasti domácí politiky se profiloval zejména požadavky na snížení daní, zjednodušení daňového systému a omezení federálního dluhu. Zároveň se ostře stavěl proti nelegálnímu přistěhovalectví. V zahraniční politice byl skeptický vůči dohodám o svobodném obchodu a podporoval omezení americké intervence ve světě.
Trump byl známý svými kontroverzními výroky o Baracku Obamovi a jeho volitelnosti. Sympatizoval s hnutím tzv. Birthers, kteří zpochybňovali místo narození Obamy.
Kritizoval také vojenskou intervenci USA v Iráku za prezidenta George W. Bushe. Obamovu administrativu obvinil ze zavinění válek v Libyi, Sýrii a Egyptě. Jejich zahraniční politiku označil za příčinu velkých ztrát na životech a kritizoval ji za vynaložení obrovských nákladů, které podle něj mohly být lépe využity na domácí problémy USA.
V roce 2015 vyjádřil názor, že Německo za kancléřky Angely Merkelové udělalo chybu v přístupu k migraci během evropské migrační krize. K Číně zaujímal spíše negativní postoj, kritizujíc její obchodní politiku a hrozil vysokými cly na čínské zboží. Naopak pozitivní vztah měl Trump k Izraeli, přičemž před svým zvolením například prohlásil, že uzná Jeruzalém za hlavní město Izraele. 

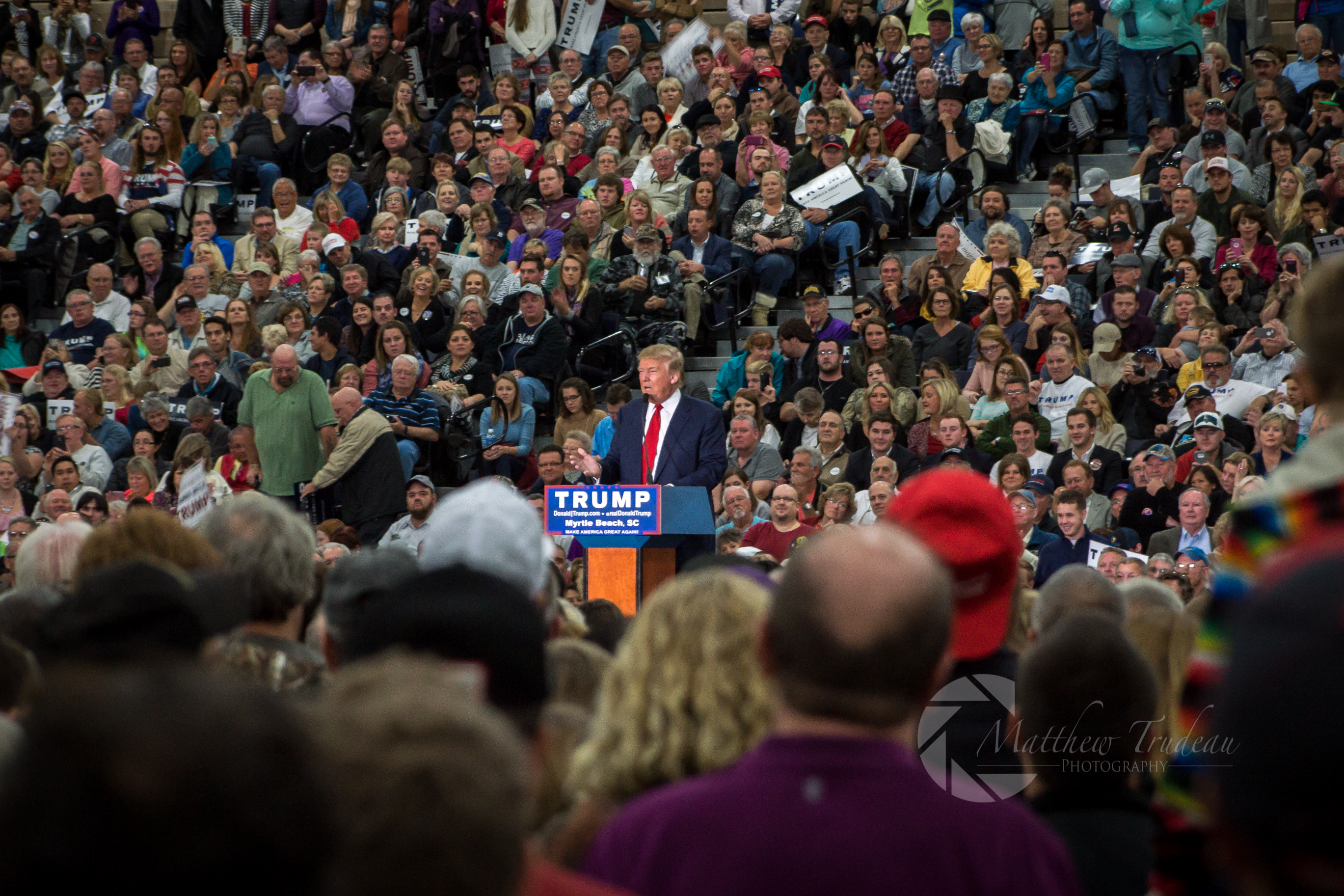
Trump hovoří se svými příznivci v Jižní Karolíně

V roce 2015, při oznámení své kandidatury, slíbil postavit zeď na hranici s Mexikem a tvrdil, že ji zaplatí Mexiko. Kritizoval tzv. „azylová města“ (například New York, Los Angeles, Miami nebo San Francisco) a hrozil zastavením federálních fondů těmto městům, která nehlásí nelegální přistěhovalce. Trump byl známý kontroverzními názory na imigraci, kterou mimo jiné spojoval s terorismem. Po útocích v San Bernardinu v roce 2015 navrhl dočasný zákaz vstupu muslimů do USA. V roce 2016 zmírnil tuto pozici, když uvedl, že zákaz by platil pouze pro osoby z některých „zemí usvědčených z terorismu vůči USA a jejich spojencům“.
O rok později Trump zmiňoval možnost uznání ruské anexe Krymu, pokud by to vedlo k lepším vztahům s Ruskem. Ruská média o Trumpovi v průběhu jeho první volební kampaně psala pozitivně. Trump také uvedl, že Vladimir Putin je „silný vůdce“, s nímž by „zřejmě dobře vycházel“, ale v rozhovoru s ABC poté uvedl, že k Putinovi nemá žádný vztah a nikdy se s ním nesetkal.Dále vyjádřil ochotu spolupracovat s Ruskem v boji proti Islámskému státu.
Ve vztahu k Blízkému východu kritizoval Saúdskou Arábii a naznačil, že byla zapojena v teroristickém útoku z 11. září 2001, a volal po větší spoluúčasti financování amerických vojenských misí na jejím území. Trump se rovněž vyjádřil v tom smyslu, že je přijatelné se vypořádat s teroristy i jejich rodinami, pokud jsou používané jako „živé štíty“.
Po svém vítězství v prezidentských volbách v roce 2016 postupně zmírnil některé své výroky a prokázal větší míru umírněnosti ve své rétorice.

## Kampaň za zvolení prezidentem USA (2015–2016)

### Volební kampaň

Republikánské primárky 2016. Trump vyhrál ve státech označených modře.

Trump zahájil svou první prezidentskou kampaň 16. června 2015, kdy oficiálně oznámil svou kandidaturu na prezidenta Spojených států za Republikánskou stranu. Jeho předvolební hesla, „Make America Great Again“ a „America First“, se stala klíčovými motivy jeho kampaně. V primárkách se rychle etabloval jako vedoucí kandidát Republikánů, vyhrál 28 primárek a shromážděních (tzv. caucuses) a v květnu 2016 měl po vítězství v Indianě zajištěnou nominaci. Byl přitom jediným kandidátem, který se nezavázal slibem, že v případě svého neúspěchu bude podporovat vítěze primárek a nebude kandidovat za nějakou nezávislou třetí stranu.

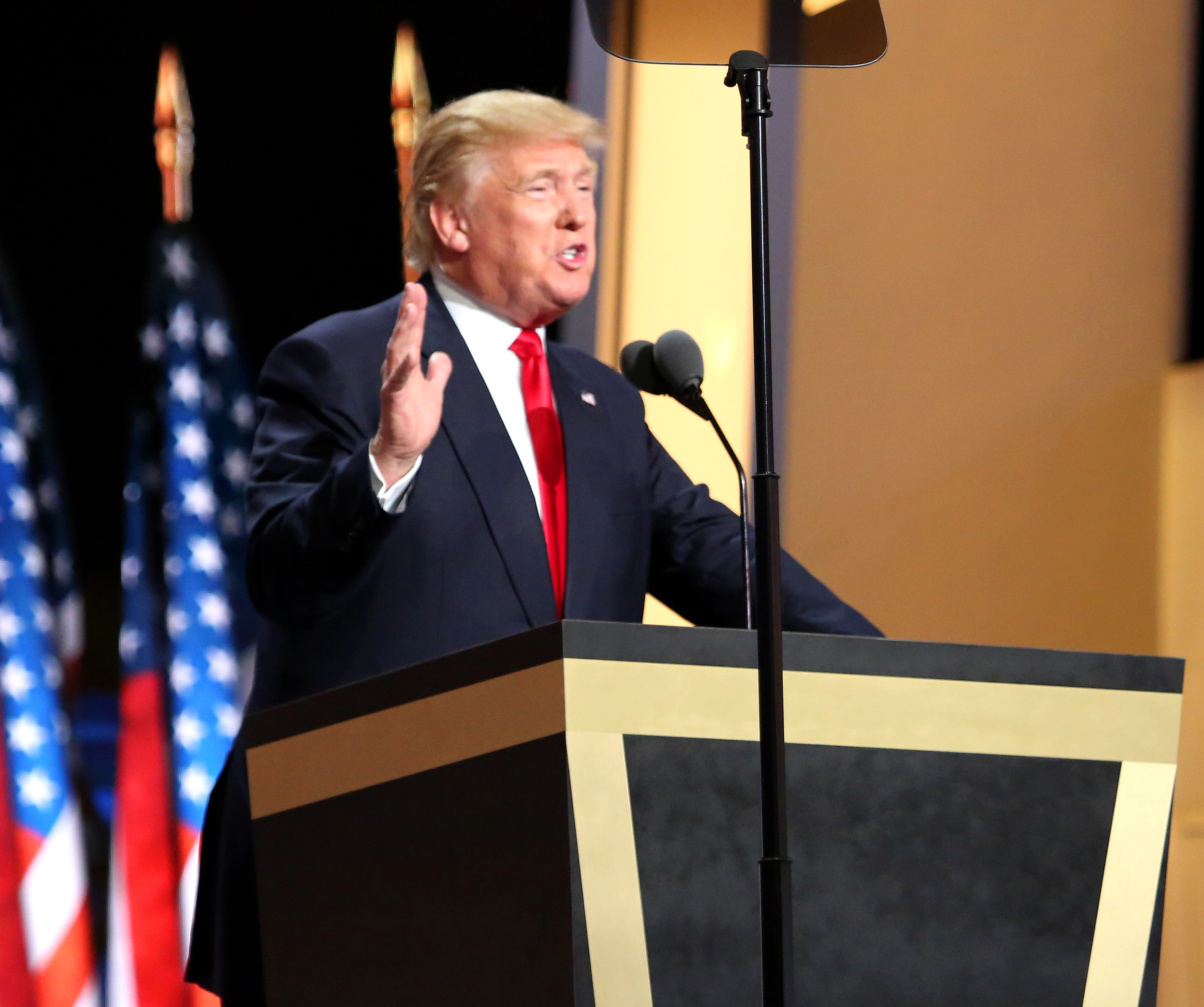
Trump přijímá republikánskou nominaci, červenec 2016

V kampani se vymezoval například proti americké invazi do Iráku a během debat kritizoval bývalého prezidenta George W. Bushe a jeho bratra Jeba Bushe, který také kandidoval v primárkách. Zopakoval také svá dřívější témata, zejména problematiku imigrace. V květnu 2016 začal mít v průzkumech veřejného mínění mírný náskok před Hillary Clintonovou, svou potenciální demokratickou soupeřkou ve volbách. K tomu měl v květnu již potřebný počet delegátů pro svou nominaci.
Trumpova kampaň byla kontroverzní, a to nejen kvůli jeho ostrým názorům na imigraci, ale i jeho přístupům k mezinárodním otázkám. Po referendu o členství Spojeného království v Evropské unii v červnu 2016 prohlásil, že ukazuje, že si „britští voliči vzali svoji zemi zpět“. Podle amerického časopisu Time lze hlasování o brexitu označit za nový mezník v globální (resp. celosvětové) „válce o elity“. V jistém slova smyslu je prý také vítězstvím trumpismu ve světovém měřítku.
V červenci 2016 byl Trump formálně nominován jako kandidát Republikánské strany na prezidentský úřad na kongresu v Clevelandu. Jako viceprezidenta si vybral guvernéra státu Indiana Mikea Pence.

### Zvolený prezident USA v roce 2016

Výsledky amerických prezidentských voleb v listopadu 2016. Trump vyhrál ve státech označených červeně.

Trump v prezidentských volbách dne 8. listopadu 2016 získal 304 hlasů volitelů, což mu zajistilo vítězství proti demokratické kandidátce Hillary Clintonové, která obdržela 227 hlasů. Stal se tím 45. zvoleným prezidentem Spojených států, přičemž byl jedním z pěti zvolených prezidentů, jejichž protikandidát získal více hlasů voličů, ale přesto prohrál kvůli menšině ve sboru volitelů.  Úřadu se ujal 20. ledna 2017. Trump byl nejbohatším člověkem, který kdy nastoupil do prezidentského úřadu, a v 70 letech se stal nejstarším nastupujícím prezidentem. Byl prvním mužem v úřadu bez předchozí zkušenosti s politickou či armádní funkcí,

#### Přípravy na převzetí úřadu

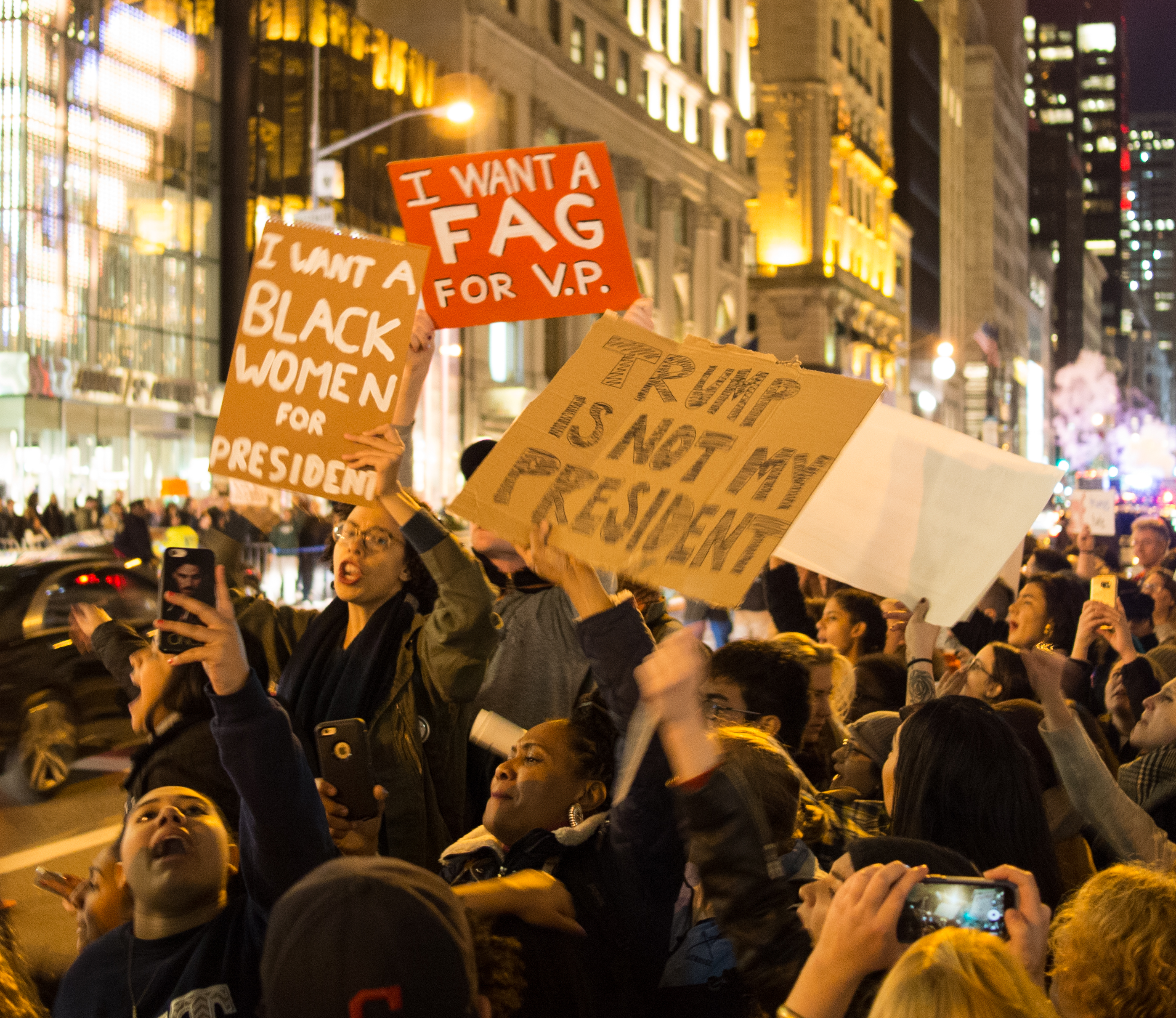
Protesty proti Trumpovi v New Yorku 10. listopadu 2016

Po volebním vítězství jmenoval budoucího viceprezidenta Mikea Pence vedoucím týmu pro přípravu nové administrativy. Tým zahrnoval významné osobnosti jako guvernéra New Jersey Chrise Christieho, generála Michaela Flynna, ex-starostu New Yorku Rudyho Giulianiho a další. Dne 13. listopadu 2016 jmenoval Trump Reince Priebuse, předsedu Republikánského národního výboru, šéfem svého štábu v Bílém domě, zatímco Steve Bannon, majitel portálu Breitbart, se stal hlavním poradcem prezidenta. Významné vazby získlali také podnikatel ze Sillicon Valley Peter Thiel, Donald Trump Jr., Ivanka Trumpová, Eric Trump a Trumpův zeť Jared Kushner.

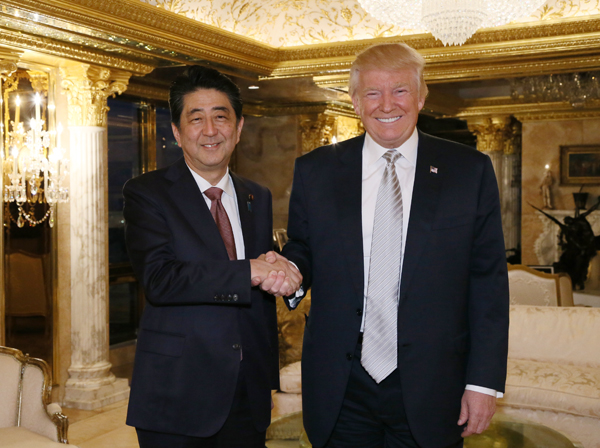
Trump a japonský premiér Šinzó Abe se setkali 17. listopadu 2016

V oblasti zahraniční politiky zahájil komunikaci s Ruskem, když 14. listopadu 2016 hovořil s prezidentem Vladimirem Putinem. Oba politici se dohodli na konstruktivní spolupráci, zejména v oblasti boje proti terorismu a extremismu. Ovšem za podmínky, že se země navzájem nebudou vměšovat do svých zájmů. V prosinci 2016 vyvolal Trump kontroverzi telefonátem s tchajwanskou prezidentkou Cchaj Jing-wen, což byl první projev diplomacie od přerušení diplomatických vztahů mezi Spojenými státy a Tchaj-wanem v roce 1979. Deníky New York Times a Guardian označily Trumpův telefonát za „provokaci“ vůči pevninské Číně a Trumpa kritizovali také někteří američtí politici. Čína to považovala za provokaci, protože to porušovalo její politiku jednotné Číny. Trump na kritiku reagoval, že Spojené státy prodávají Tchaj-wanu vojenský materiál, a tím pádem by neměl být pouhý telefonát problém.

## Prezident USA (2017–2021)

### První administrativa
Svou první vládu a administrativu začal Trump sestavovat krátce po vítězných volbách v listopadu 2016. Vláda začala působit od inaugurace Trumpa v lednu 2017. Její mandát vypršel v lednu 2021. Mezi významné ministry patřili ministři zahraničních věcí Rex Tillerson (2017–2018) a následně Mike Pompeo, který předtím pro Trumpa vykonával funkci ředitele CIA, a ministři obrany James Mattis (2017–2019) a poté Mark Esper.
Členové Trumpovy první administrativy byli co do kumulovaného majetku „nejbohatší“ vládou v dějinách USA, a pravděpodobně i světa. V administrativě bylo mnoho dolarových multimilionářů, včetně dvou miliardářů (kromě prezidenta samotného), a to Willbura Rosse a Betsy DeVos. Dále v ní byli zastoupeni významní manažeři z různých odvětví průmyslu (energetika, finance, nemovitosti) jako například ministr zahraničí Rex Tillerson a ministr financí Steven Mnuchin.

### 2017

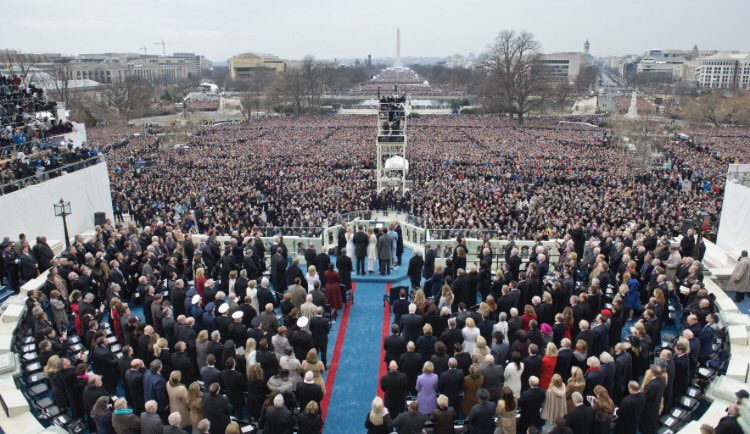
Trumpova inaugurace 20. ledna 2017

Trump se ujal prezidentského úřadu 20. ledna 2017. V roce 2017 zrušil nebo změnil několik klíčových politik a iniciativ svého předchůdce Baracka Obamy. Vypověděl například dohodu o Transpacifickém partnerství, Íránskou jadernou dohodu (JCPOA) a Pařížskou klimatickou dohodu. Zavedl dočasný zákaz cestování pro občany ze šesti muslimských zemí, jmenoval konzervativního soudce Neila Gorsuche do Nejvyššího soudu a zahájil výstavbu zdi na hranici s Mexikem. V oblasti zdravotní politiky se snažil zrušit Obamacare, ale narazil na odpor v Senátu.
Trumpova administrativa čelila právním problémům s jeho exekutivními příkazy, zejména s cestovním zákazem, který byl zablokován soudy. V oblasti zahraniční politiky 7. dubna nařídil vojenský úder na Sýrii po chemickém útoku, což bylo součástí širšího posunu ve vztazích s některými zeměmi. Uvalil také sankce na Írán.

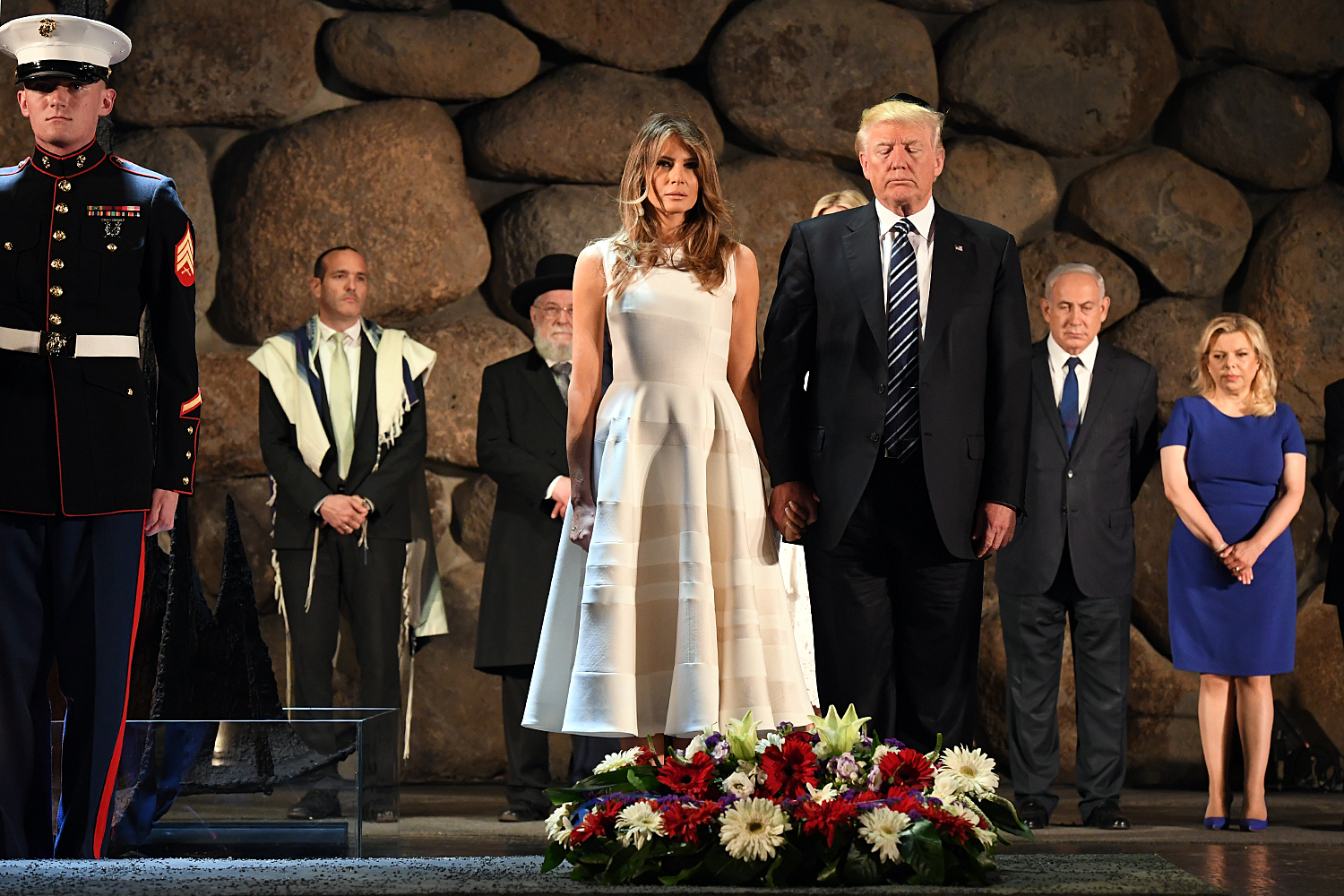
Trump a Benjamin Netanjahu v jeruzalémském památníku obětem holokaustu Jad Vašem, 23. května 2017

V prosinci 2017 uznal Jeruzalém za hlavní město Izraele, čímž vyvolal mezinárodní kritiku. Současně vyzval Izrael, aby omezil výstavbu osad na palestinských územích. V téže době podepsal rozsáhlou daňovou reformu. Ta zahrnovala významné snížení daní pro firmy a jednotlivce, což mělo stimulovat ekonomiku USA. Trumpova administrativa učinila kroky zahrnující změny v imigrační politice (například obnovil tzv. Mexico City Policy), podpořil snížení legální imigrace a inicioval podporu domácích investic.

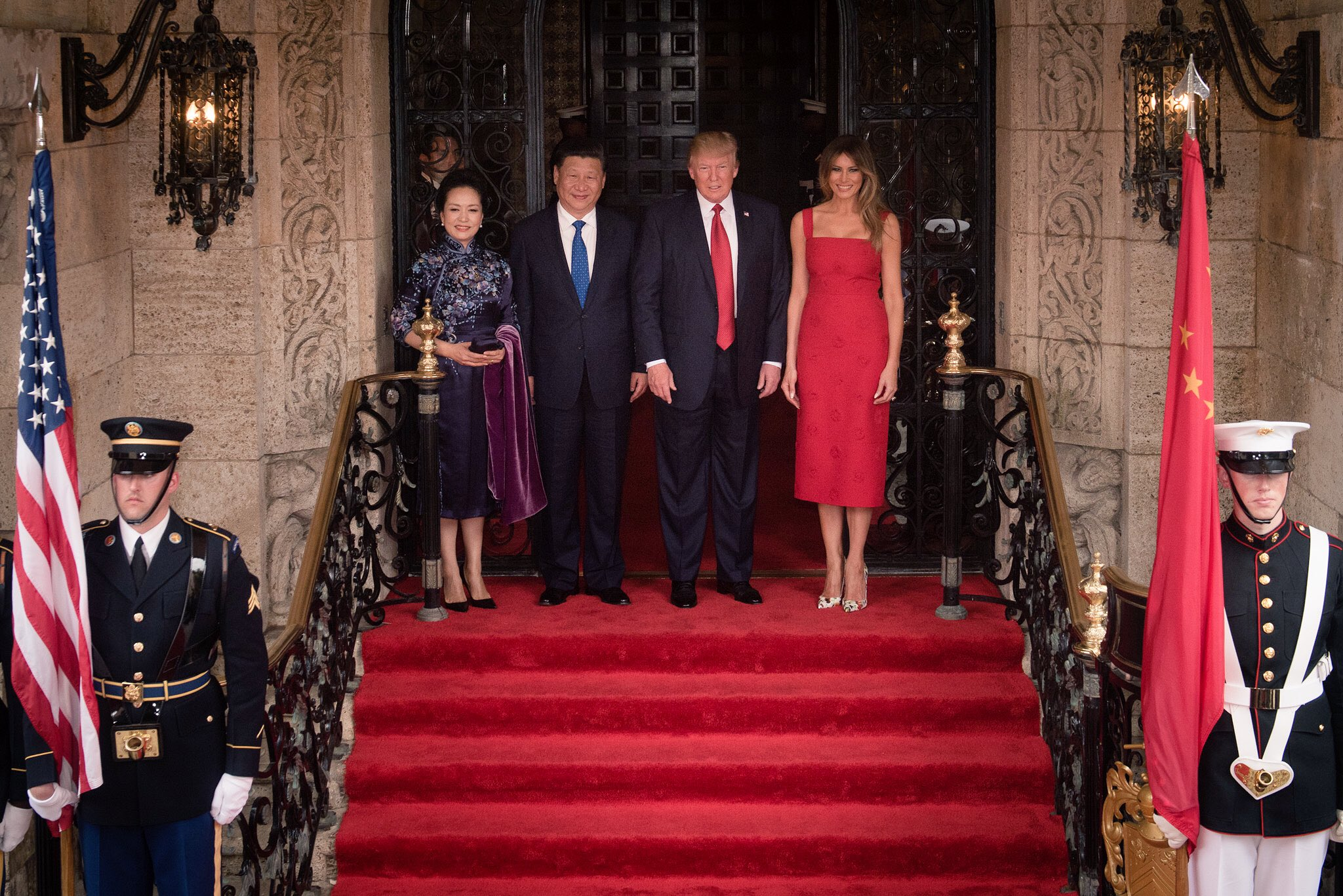
Trump a čínský prezident Si Ťin-pching v Trumpově sídle na Floridě (Mar-a-Lago), 7. dubna 2017

Od 20. ledna do konce roku 2017 strávil zhruba třetinu tohoto období (celkem 111 dní) v budovách a rezortech nesoucích jeho jméno nebo mu patřících, zvláště ve své rezidenci Mar-a-Lago ve West Palm Beach na Floridě. Čtvrtinu dní od své inaugurace v roce 2017 hrál Trump golf, často ovšem s politiky jako jsou republikánští senátoři Lindsey Graham a  Rand Paul nebo japonský předseda vlády Šinzo Abe. Americké daňové poplatníky tento Trumpův „oddechový čas“ údajně stál 43 milionů dolarů na výdajích jako jsou náklady letů apod.

### 2018

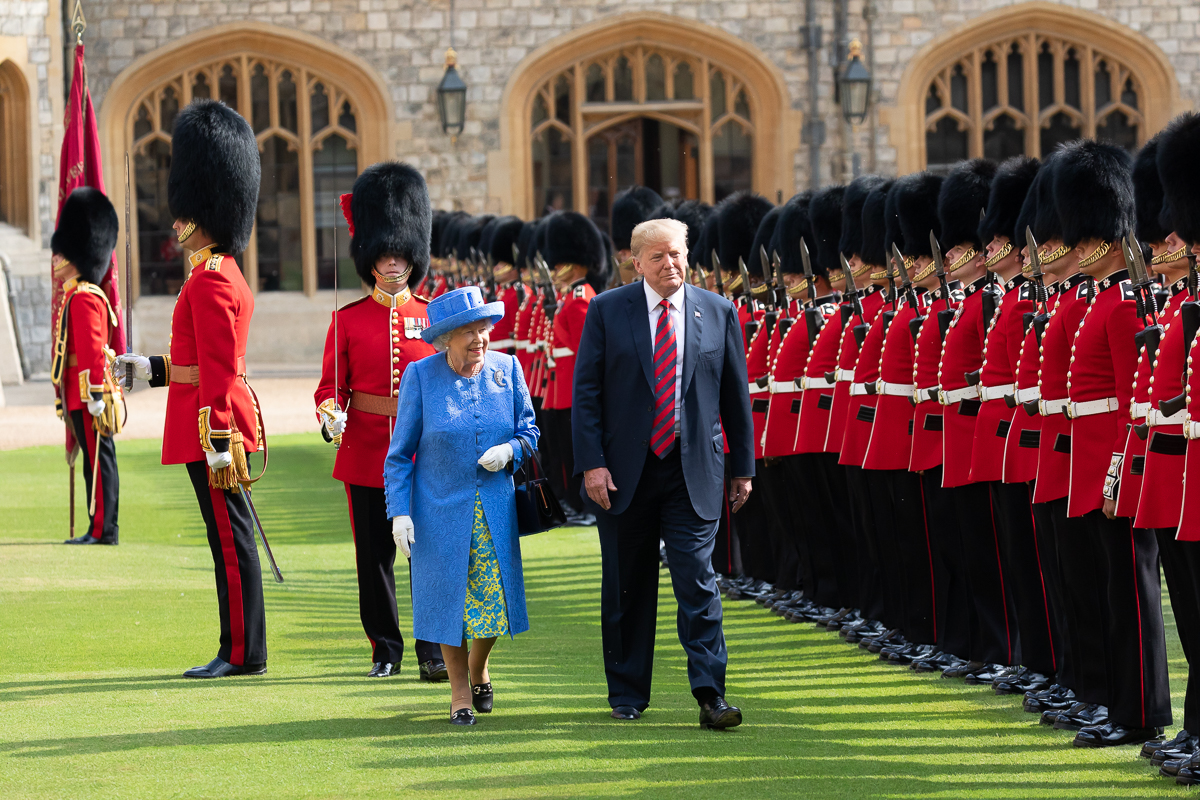
Trump s britskou královnou Alžbětou II. na hradě Windsor 13. července 2018

V lednu se stal prvním prezidentem, který promluvil na Pochodu pro život, a jeho administrativa začala pracovat na ochraně práva na výhradu svědomí pro zdravotnické pracovníky. V květnu se vyjádřil k vyšetřování ohledně možné politické infiltrace FBI do jeho volebního týmu v roce 2016, což označil za „největší politický skandál všech dob“. V červnu se Trump setkal se severokorejským vůdcem Kimem Čong-unem v Singapuru, kde obě strany dosáhly dohod o jaderném odzbrojení KLDR a možné mírové smlouvě na Korejském poloostrově. Singapurský summit zvýšil Trumpovu podporu mezi republikánskými voliči.
V červenci 2018 Trump nominoval konzervativního právníka Bretta Kavanaugha na místo soudce Nejvyššího soudu, což vedlo k rozsáhlým protestům, ale Kavanaugh byl těsnou většinou Senátem potvrzen. Trump dále zrušil praxi pozitivní diskriminace na amerických školách. V červenci se zúčastnil summitu NATO v Bruselu, kde kritizoval plánovaný plynovod Nord Stream 2. Aktivně se zapojil do volební kampaně před listopadovými volbami do Kongresu, kdy podpořil republikány, přičemž jeho podpora posílila šance senátora Teda Cruze v Texasu.

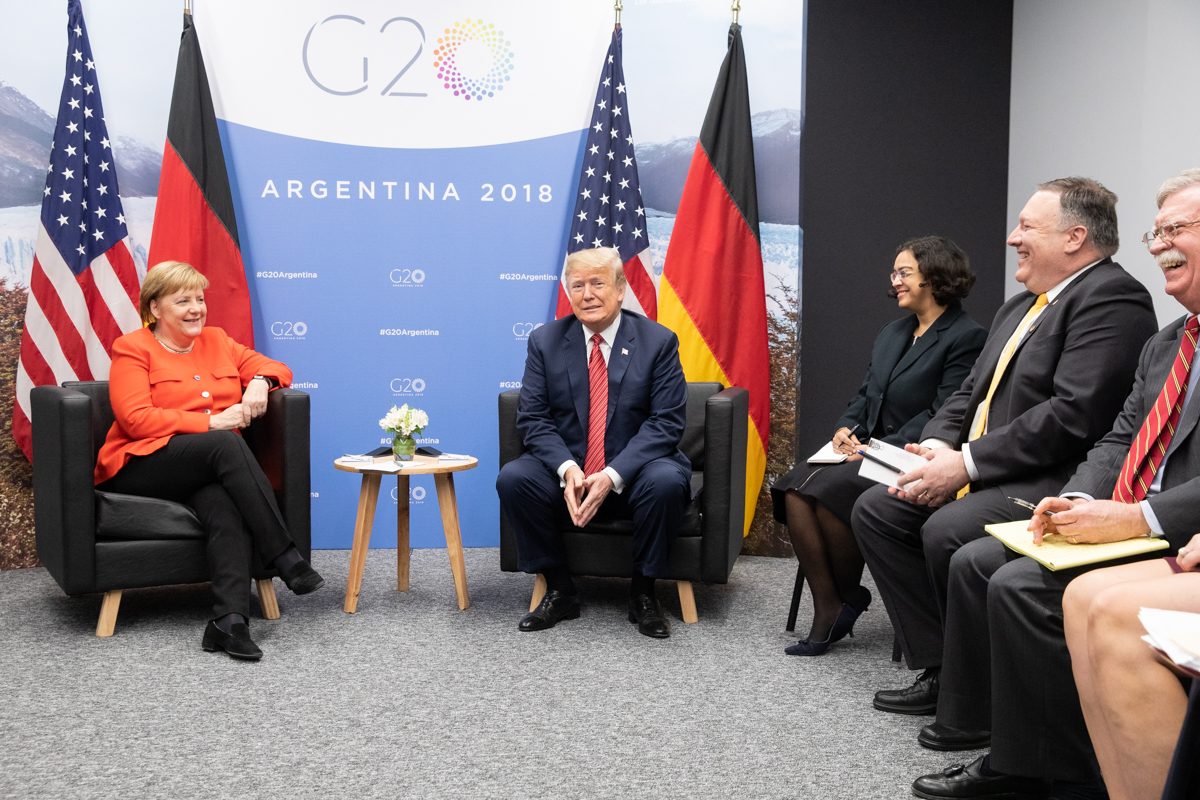
Trump a německá kancléřka Angela Merkelová na summitu G20 v Argentině, 1. prosince 2018

V souvislosti s vraždou opozičního novináře Džamála Chášukdžího v Saúdské Arábii odmítl zastavit dodávky amerických zbraní této zemi. V listopadu republikáni ztratili většinu ve Sněmovně reprezentantů, ale udrželi si kontrolu nad Senátem, což Trumpovi umožnilo posílit svoji politickou pozici.

### 2019

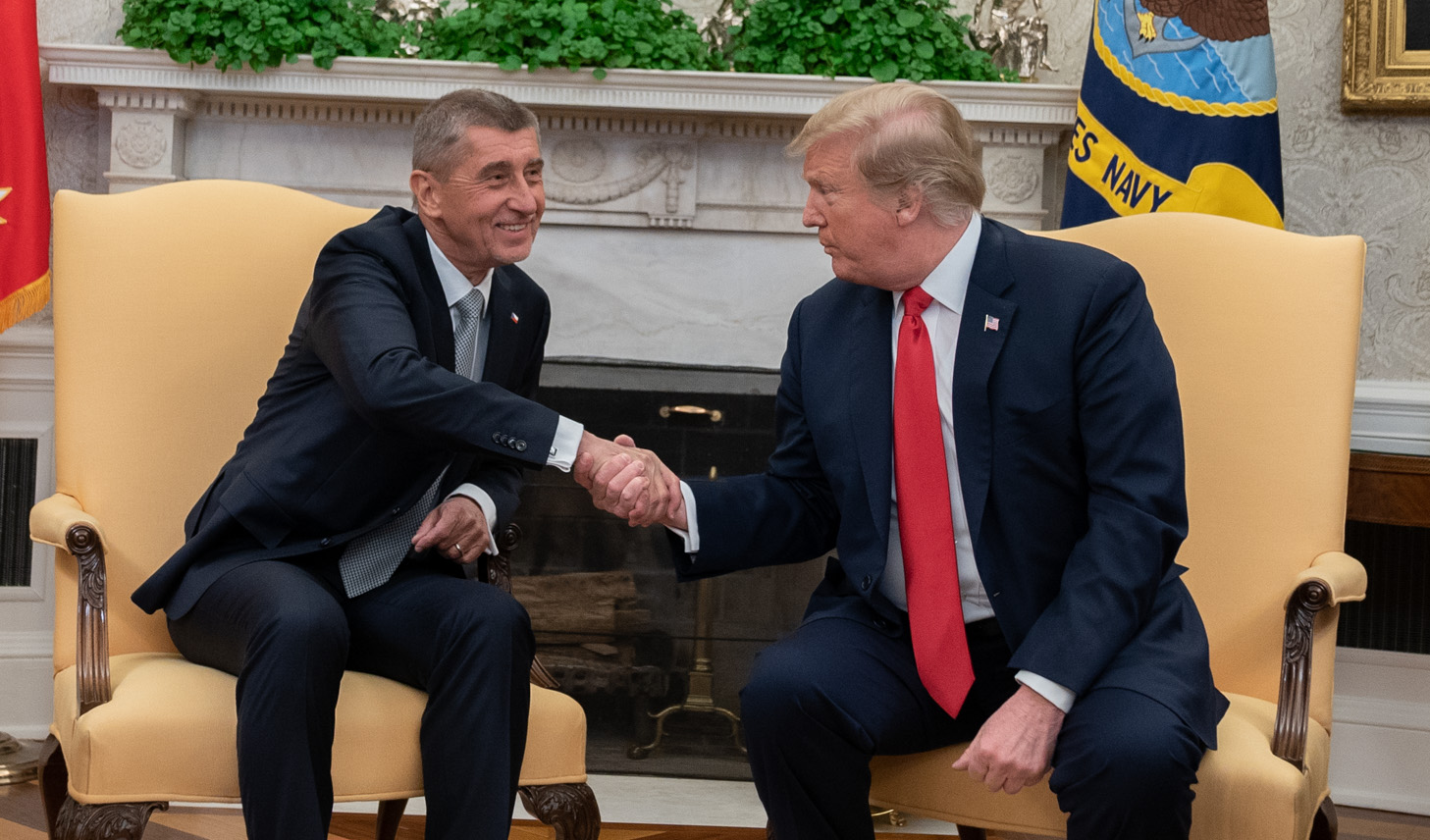
Trump a český premiér Andrej Babiš v Bílém domě 7. března 2019

Trump dne 15. února 2019 vyhlásil stav národní nouze v souvislosti s bezpečnostní situací na americko-mexické hranici. Tvrdil, že je neudržitelné, aby do USA každoročně proudily desetitisíce nelegálních imigrantů a velké množství drog. V reakci na tuto situaci oznámil, že je nutné posílit stávající hraniční plot a na přibližně 400 kilometrech postavit novou, vysokou a zajištěnou zeď. Vzhledem k tomu, že Kongres USA neschválil dostatečné financování pro tento projekt, Trump se rozhodl vyhlásit stav nouze, což mu umožnilo uvolnit až 8 miliard dolarů, přičemž část prostředků byla přesunuta z rozpočtu ministerstva obrany.
Dne 7. března přijal v Bílém domě českého premiéra Andreje Babiše při jeho oficiální návštěvě Spojených států.
Dne 22. března byl zvláštní poradce Robert Mueller, který vedl vyšetřování ohledně možné „ruské spojitosti“ volebního týmu Donalda Trumpa v roce 2016, připraven předat svou dlouho očekávanou závěrečnou zprávu ministrovi spravedlnosti Williamu Barrovi. Zpráva se zaměřovala na otázku, zda byla ve volební kampani Trumpa porušena pravidla týkající se spolupráce s Ruskem a zda měl prezident osobní angažovanost v těchto aktivitách. Den po předání zprávy začaly její detaily pronikat na veřejnost, včetně informace, že Mueller neměl v úmyslu obžalovat žádné další osoby, než třicet, které již byly vyšetřovány. Tento fakt byl vnímán jako pozitivní signál pro Trumpa a jeho příznivce, protože to naznačovalo, že osoby blízké prezidentovi, jako jeho zeť Jared Kushner, nebudou obviněny. Tento výsledek byl považován za klíčový pro možnost, že Demokratická strana nebude schopná iniciovat proces impeachmentu, a to také kvůli absenci potřebné dvoutřetinové většiny v Senátu USA.
Dne 25. března během návštěvy izraelského premiéra Benjamina Netanjahua ve Washingtonu Trump podepsal dekret, který uznal izraelskou suverenitu nad Golanskými výšinami. Tento strategicky důležitý region, který Izrael vojensky okupoval v roce 1967 a následně v roce 1981 de facto anektoval, nebyl dosud uznán žádným jiným státem. Organizace spojených národů (OSN) i nadále považuje Golany za území Sýrie.
V průběhu roku 2019 se prezident Trump několikrát vyjádřil k myšlence, že Spojené státy by měly zájem o koupi Grónska od Dánska. Tento návrh vyvolal širokou mezinárodní pozornost a diskuzi o politických a strategických motivech této potenciální transakce.

#### První impeachment

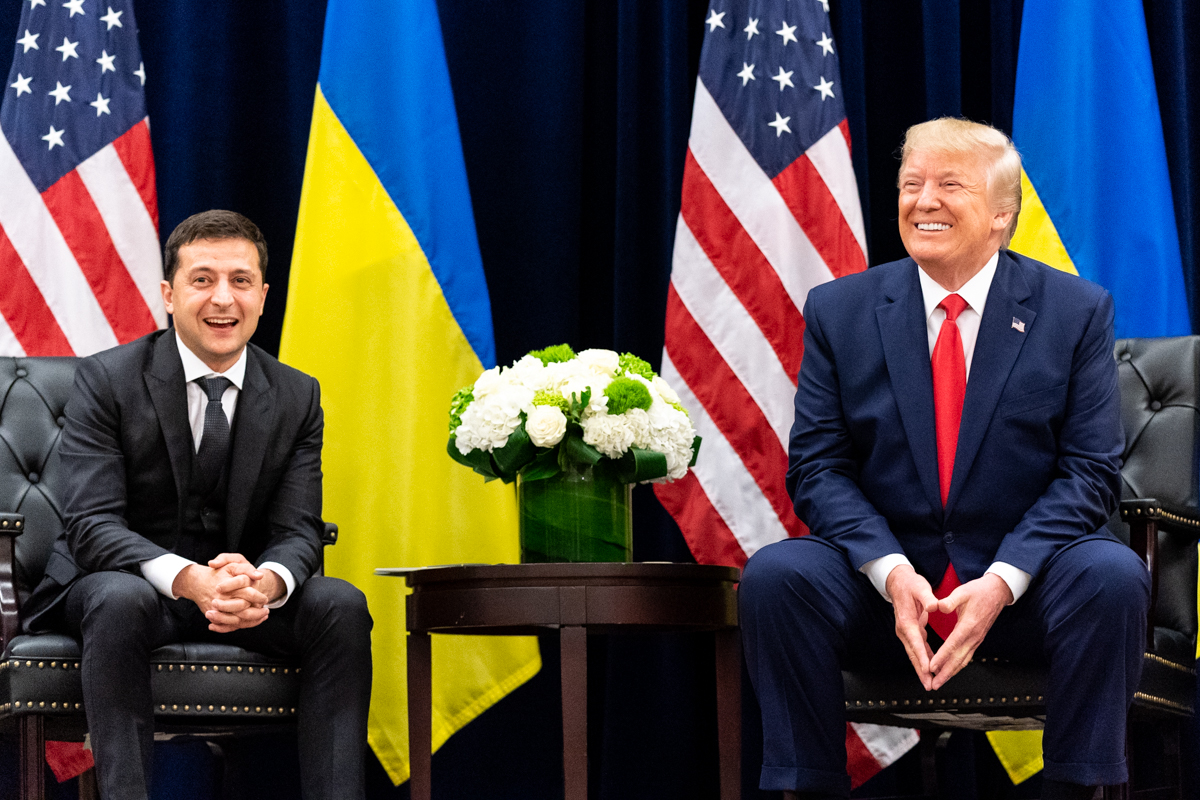
Trump a Zelenskyj v New Yorku, 25. září 2019

V září 2019 ohlásila předsedkyně Sněmovny reprezentantů Nancy Pelosiová z Demokratické strany, že sněmovna zahájí přípravu ústavní žaloby (impeachmentu) na prezidenta Trumpa na základě stížnosti anonymního státního zaměstnance (jehož identita však byla mezitím neoficiálně odhalena) na prezidentův telefonát s nově zvoleným ukrajinským prezidentem Volodymyrem Zelenským z července 2019, ve kterém Trump požádal Zelenského, aby prošetřil působení bývalého viceprezidenta USA Joe Bidena a jeho syna Huntera Bidena na Ukrajině. Joe Biden se ucházel o kandidaturu za Demokratickou stranu v prezidentských volbách 2020. Prezidentův telefonát se Zelenským a krátkodobé zastavení vojenské pomoci Ukrajině byly odpůrci Trumpa vnímány jako pokus o ovlivnění prezidentských voleb, ve kterých prezident usiluje o znovuzvolení. Ukrajinský prezident Zelenskyj popřel, že by na něj Trump vyvíjel nátlak.
Dne 18. prosince 2019 byla Sněmovnou reprezentantů schválena obžaloba prezidenta Trumpa v procesu impeachmentu v bodech zneužití úřadu a obstrukcí vůči Kongresu Spojených států, čímž se Trump stal třetím prezidentem, u nějž sněmovní poslanci schválili impeachment. Rozhodující však bylo hlasování v Senátu Spojených států, který díky republikánské většině v obou bodech obžaloby hlasoval proti odvolání prezidenta z jeho funkce.

### 2020

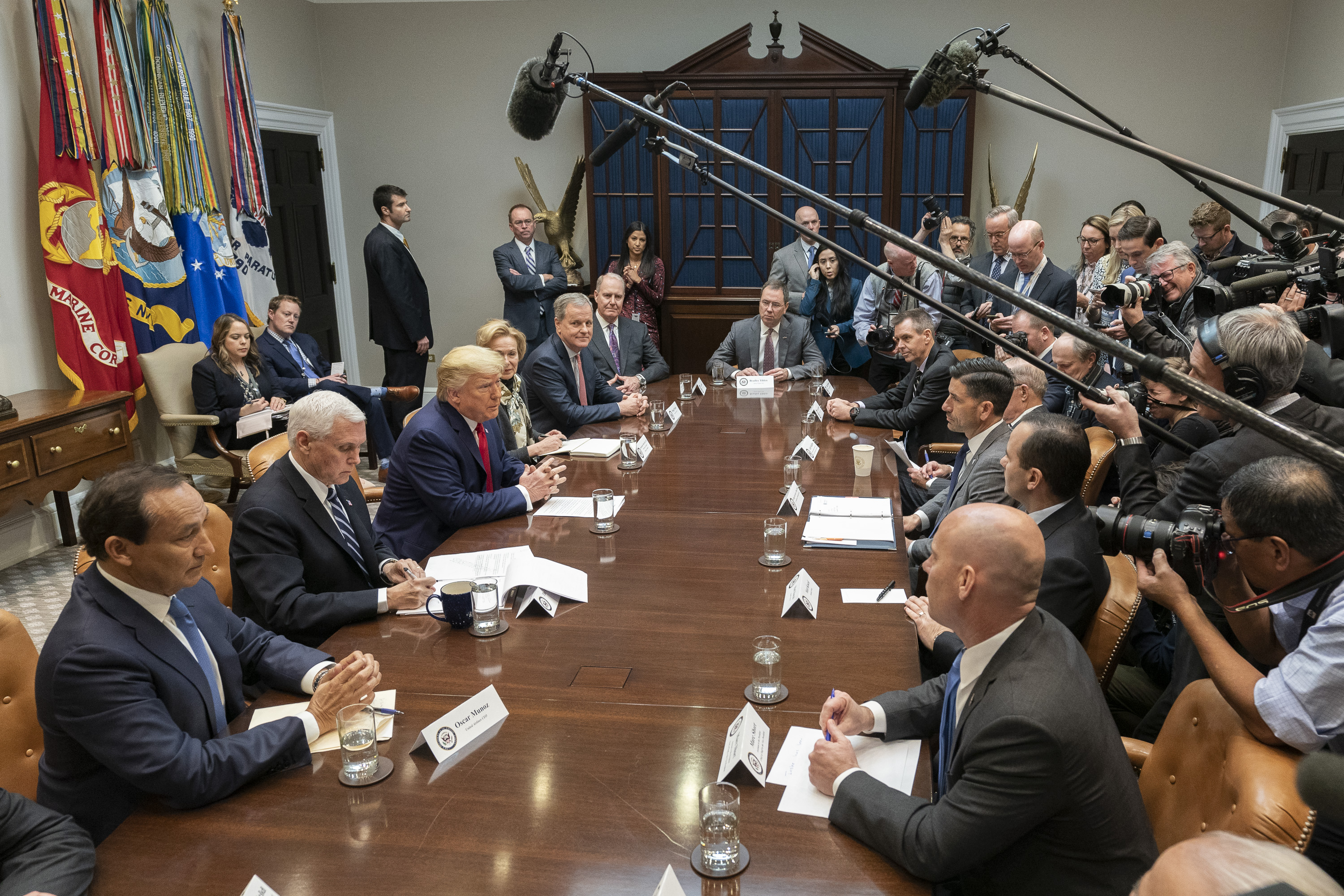
Trump diskutuje se zástupci leteckých společností o dopadech pandemie covidu-19 na cestovní průmysl

Dne 3. ledna 2020 na jeho rozkaz provedlo americké letectvo raketový útok na dva automobily u bagdádského letiště, při kterém byl zabit íránský generálmajor Kásim Sulejmání a čtyři další muži, včetně zástupce velitele šíitských milic PMF, Abú Mahdí Muhandise. Sulejmání, velitel jednotek Quds, byl odpovědný za íránské vojenské operace v několika zemích.
Dne 20. února 2020 podepsal Donald Trump Dohodu z Dauhá, která měla zajistit mír za ústupek stažení vojsk USA a jeho spojenců z Afghánistánu do 14 měsíců od podpisu. Z jednání o dohodě byla vyloučena jak afghánská vláda podporovaná USA, tak afghánský prezident Ašraf Ghaní. Důsledkem bylo oslabení afghánské vlády, což vedlo k tomu, že Talibán jako nepřítel afghánské vlády převzal po odchodu amerických vojáků silou kontrolu nad Afghánistánem a spojenci podporovaná vláda zanikla. Podmínky dohody Taliban nesplnil (zamezení usídlení teroristických skupin na území Afghánistánu a ukončení jejich podpory, pokračování vnitrostátních mírových rozhovorů mezi tehdejší afghánskou vládou a Talibánem). 
Dne 12. března Trump zakázal lety z Evropy do USA kvůli šíření covidu-19. Kritizoval také reakci OSN na pandemii v Ekvádoru, když tvrdil, že organizace podmínila pomoc legalizací umělých potratů, což OSN popřela. Trump následně přerušil financování Světové zdravotnické organizace, obviňujíc ji z pochybení během pandemie covidu-19 a nevyváženosti vůči Číně.
Po úmrtí liberální soudkyně Ruth Bader Ginsburgové 18. září Trump navrhl konzervativní kandidátku Amy Coney Barrettovou na její místo, což vyvolalo kritiku demokratů vzhledem k předchozímu zablokování obdobné nominace Obamy v roce 2016.

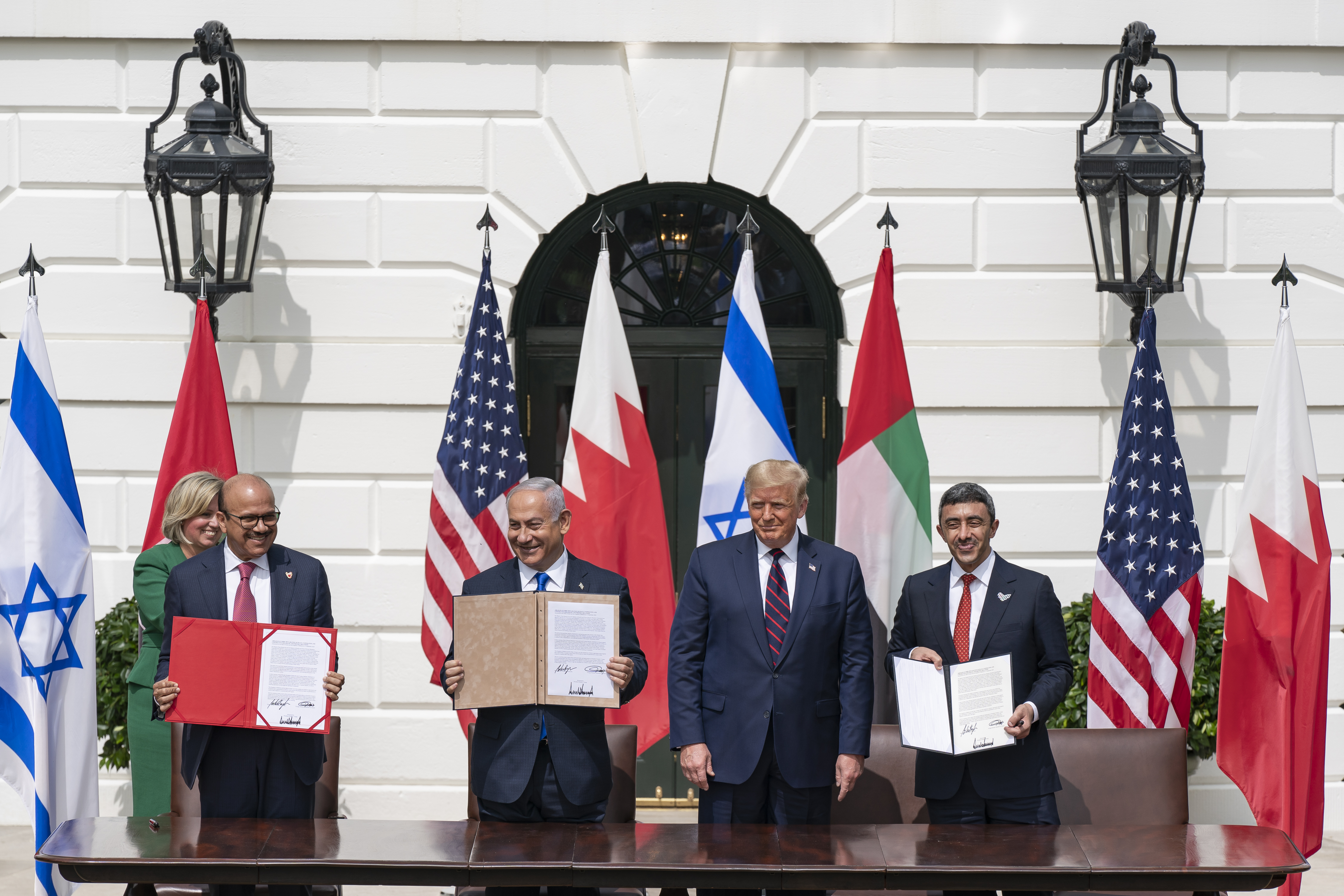
Zástupci SAE a Bahrajnu podepsali 15. září 2020 v Bílém domě s Izraelem dohody o navázání diplomatických vztahů

V oblasti zahraniční politiky Trump pomáhal zprostředkovat normalizaci vztahů mezi Izraelem, Bahrajnem a Spojenými arabskými emiráty, a později také mezi Izraelem a Súdánem (tzv. Abrahámovské dohody). Trump také zprostředkoval dohodu mezi Marokem a Izraelem o normalizaci vztahů, přičemž USA uznaly marocké nároky na Západní Saharu.
Dne 1. října společně s prezidenty Macronem a Putinem vyzvali k zastavení bojů o Náhorní Karabach, ale Ázerbájdžán a Turecko výzvu odmítly.

### 2021
Prezident Trump neuznal vítězství Joea Bidena v prezidentských volbách a snažil se všemi prostředky zvrátit výsledek ve svůj prospěch. V sobotu 2. ledna 2021 se dokonce pokoušel během telefonátu se státním sekretářem státu Georgia Bradem Raffenspergerem o dodatečnou revizi výsledku voleb a naléhal na něj, aby nalezl hlasy, které by potvrdily jeho vítězství. Celý rozhovor unikl na veřejnost a stal se podnětem k vyšetřování FBI a byl diskutován jako důvod k možnému dalšímu impeachmentu. Podle některých právníků se Trump mohl dopustit státního i federálního zločinu a jeho případné vlastní omilostnění nemůže mít vliv na případné obvinění a trestní stíhání. Před klíčovým zasedáním Kongresu, který měl zkontrolovat odevzdané hlasy volitelů a potvrdit volební výsledky, prezident Trump i jeho synové Eric a Donald junior otevřeně vydírali členy Kongresu za Republikánskou stranu aby výsledky zpochybnili. To nakonec vedlo k rozdělení republikánských poslanců na ty, kteří zastávají principy demokracie a velkou část republikánských zákonodárců, která vše vsadila na Trumpa (označenou jako Trump dead-enders).

#### Útok na Kapitol Spojených států amerických
Dne 6. ledna 2021, kdy bylo zahájeno společné zasedání Kongresu, tzn. Sněmovny reprezentantů a Senátu Spojených států, aby potvrdilo odevzdané hlasy volitelů a volbu nového prezidenta, napadl dav Trumpových příznivců budovu Kapitolu. Jednání muselo být přerušeno a poslanci i viceprezident Pence byli evakuováni na bezpečné místo. Trumpovým příznivcům se podařilo proniknout do budovy, kde se fyzicky střetli se členy ochranky. Někteří pronikli do jednacího sálu nebo kanceláře předsedkyně Sněmovny reprezentantů Nancy Pelosiové. Primátorka Washington, D.C. vyhlásila výjimečný stav a zákaz vycházení od 18 hod. Prezident Trump nakonec po výzvách republikánských senátorů odsoudil násilnosti a protiprávní jednání svých příznivců. Do Washingtonu zástupce Pentagonu povolal 1 100 ozbrojených členů Národní gardy.
Donald Trump svým příznivcům, kteří obsadili Kapitol, vzkázal prostřednictvím videa, že mu byly volby, ve kterých s převahou vyhrál, ukradeny. Sice je vyzval, aby šli domů a neporušovali pořádek, ale zároveň vůči nim prohlásil, že jsou „velmi speciální“ a že „je milujeme“.
V návaznosti na tyto události byl zablokován twitterový účet Donalda Trumpa (@realDonaldTrump) nejprve na 12 hodin, avšak nakonec se rozhodlo o jeho permanentním pozastavení. Trump porušoval pravidla této sociální platformy opakovaně už v minulosti, ale CEO Twitteru Jack Dorsey soudil, že v případě prezidenta Spojených států převažoval veřejný zájem aby byl účet zachován. Twitter zároveň smazal Trumpovy nové příspěvky na účtech @WhiteHouse a @TeamTrump a posléze rozhodl, že z oficiálních twitterových účtů prezidenta USA @POTUS a @FLOTUS budou před předáním úřadu smazány i veškeré příspěvky fanoušků a Joe Biden bude začínat od nuly. Podle Marka Zuckerberga má Trump zákaz přístupu na všechny facebookové platformy (včetně Instagramu), a to minimálně do konce svého mandátu. Facebook rovněž začal mazat všechny příspěvky se souslovím „stop the steal“.

##### Reakce amerického Kongresu a druhý impeachment
Po útoku na Kapitol se mezi členy Kongresu vyskytly snahy o odvolání prezidenta před 20. lednem, kdy měl úřad předat Joe Bidenovi. Mezi možnostmi bylo přimět samotného Trumpa k rezignaci, odvolat ho na základě 25. dodatku Ústavy pro neschopnost vykonávat funkci, nebo v pořadí druhý impeachment. 25. dodatek umožňuje viceprezidentovi odvolat prezidenta z funkce, pokud by tento krok podpořila většina z 15 ministrů vlády. Viceprezident Mike Pence by tak dokončil mandát jako úřadující prezident USA. Viceprezident Mike Pence s tím nicméně nesouhlasil.
Sněmovna reprezentantů odhlasovala dne 13. ledna 2021 poměrem hlasů 235 ke 197 impeachment prezidenta Trumpa a ten se tak stal jediným prezidentem v historii Spojených států, který čelil ústavní žalobě dvakrát během svého mandátu. Konečné rozhodnutí o jeho odvolání z funkce měl Senát, kde proběhl soud.
Dne 13. února 2021 byl Senátem exprezident Trump osvobozen.

### Vyšetřování Trumpova okruhu
Dne 15. března 2021 zveřejnila Národní rada zpravodajských služeb USA (NIC) část dokumentu, který zmiňuje zahraniční pokusy ovlivnit americké prezidentské volby ve prospěch Donalda Trumpa. Podle dokumentu se Rusko pokusilo šířit falešná obvinění proti Joe Bidenovi prostřednictvím médií a osob blízkých Trumpovi. Vyšetřování vedené Robertem Muellerem nezjistilo přímou spolupráci Trumpova volebního týmu s Ruskem,  ale několik lidí z jeho týmu bylo obviněno a odsouzeno, včetně Paula Manaforta, Stevea Bannona, Michaela Flynna, Rogera Stonea nebo Rudyho Giulianiho. Většině z nich Trump na konci svého mandátu udělil milost. Trump obvinil Muellerův vyšetřovací tým ze střetu zájmů, protože člen Muellerova týmu agent Peter Strzok byl po zveřejnění textových zpráv usvědčený ze zaujatosti vůči Trumpovi, a vyšetřování členů svého volebního týmu označil za „hon na čarodějnice“.
Během Trumpova mandátu bylo zahájeno interní vyšetřování u pěti ministrů, které vedlo k návrhu obžaloby. Některé osoby spojené s Trumpem v té době čelily obviněním ze sexuálního zneužívání a obchodování s dětmi, včetně předních osobností jeho volební kampaně, jako byli Timothy Nolan a George Nader. Trumpova administrativní a soukromá společnost Trump Organization, čelila právním problémům týkajícím se daňových a finančních podvodů, a Trump University byla uzavřena po soudním vyrovnání.

## Kampaň pro znovuzvolení v roce 2020
Svůj úmysl kandidovat znovu v prezidentských volbách roku 2020 dal Trump najevo již několik hodin poté, co se ujal úřadu dne 20. ledna 2017, a to tím, že se zapsal jako kandidát u Federální volební komise (Federal Election Commission). Následně byl jeho volební výbor pro rok 2016 přeměněn na výbor pro znovuzvolení v roce 2020. Oficiální start nové kampaně se uskutečnil na shromáždění ve městě Melbourne na Floridě 18. února 2017, méně než jeden měsíc po Trumpově inauguraci jako prezident. V lednu 2018 měl Trumpův výbor pro znovuzvolení k dispozici již 22,1 milionu dolarů a do konce června 2018 vybral na tuto kampaň celkově 50 milionů dolarů.
Trump kandidoval v prezidentských volbách 2020. V primárkách Republikánské strany snadno zvítězil, když neměl vážného soupeře, a stal se tak oficiálním kandidátem této strany spolu se svým dosavadním viceprezidentem Mikem Pencem, který rovněž obhajoval svůj úřad. Při volbách dne 3. listopadu 2020 se střetl s kandidátem Demokratické strany Joem Bidenem, kterému podlehl rozdílem 7 000 000 hlasů (přestože získal více hlasů voličů než v roce 2016, když byl zvolen prezidentem) a výsledným poměrem volitelů 306 ku 232.

## Kampaň pro znovuzvolení v roce 2024

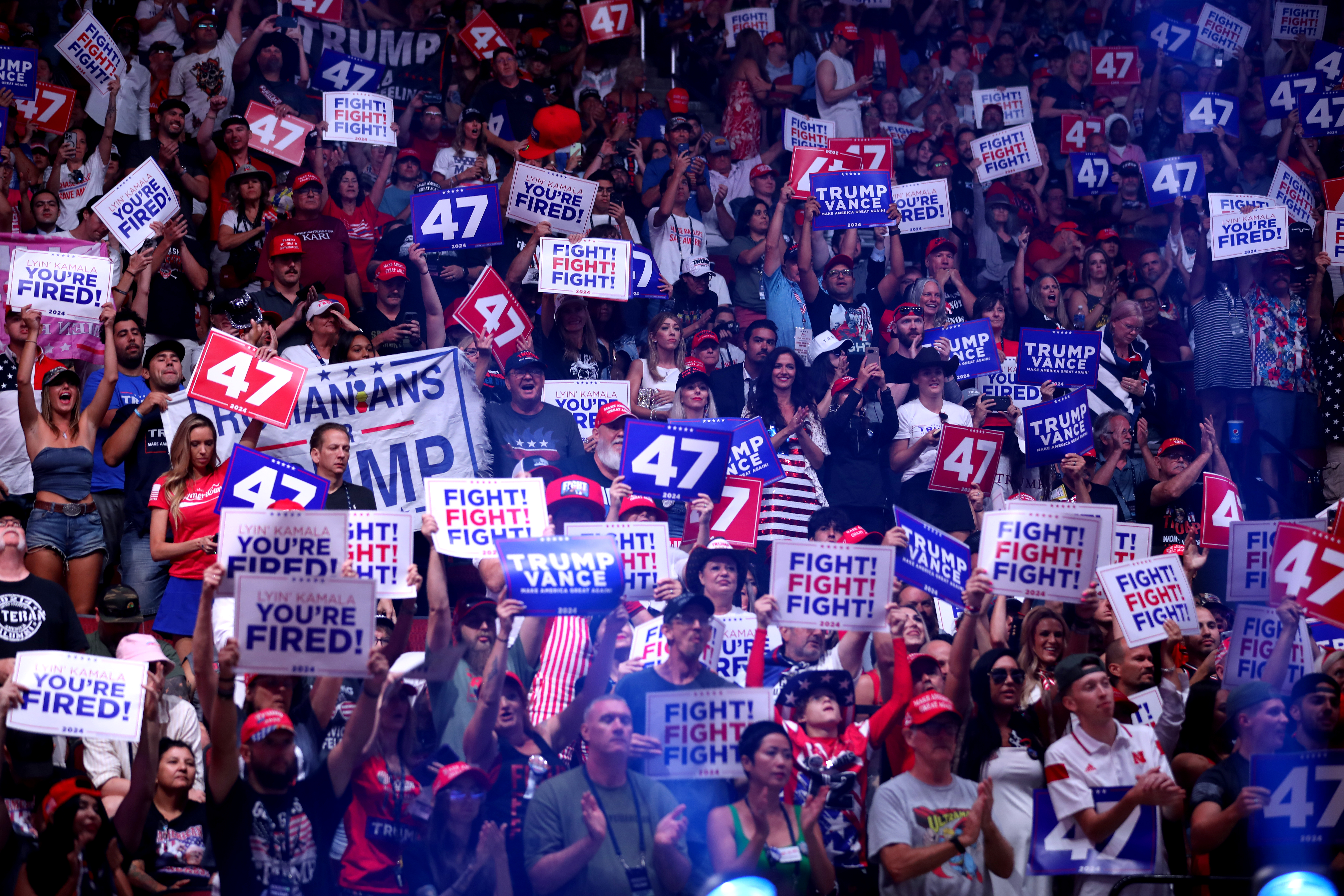
Trumpova předvolební kampaň v Glendale v Arizoně 23. srpna 2024

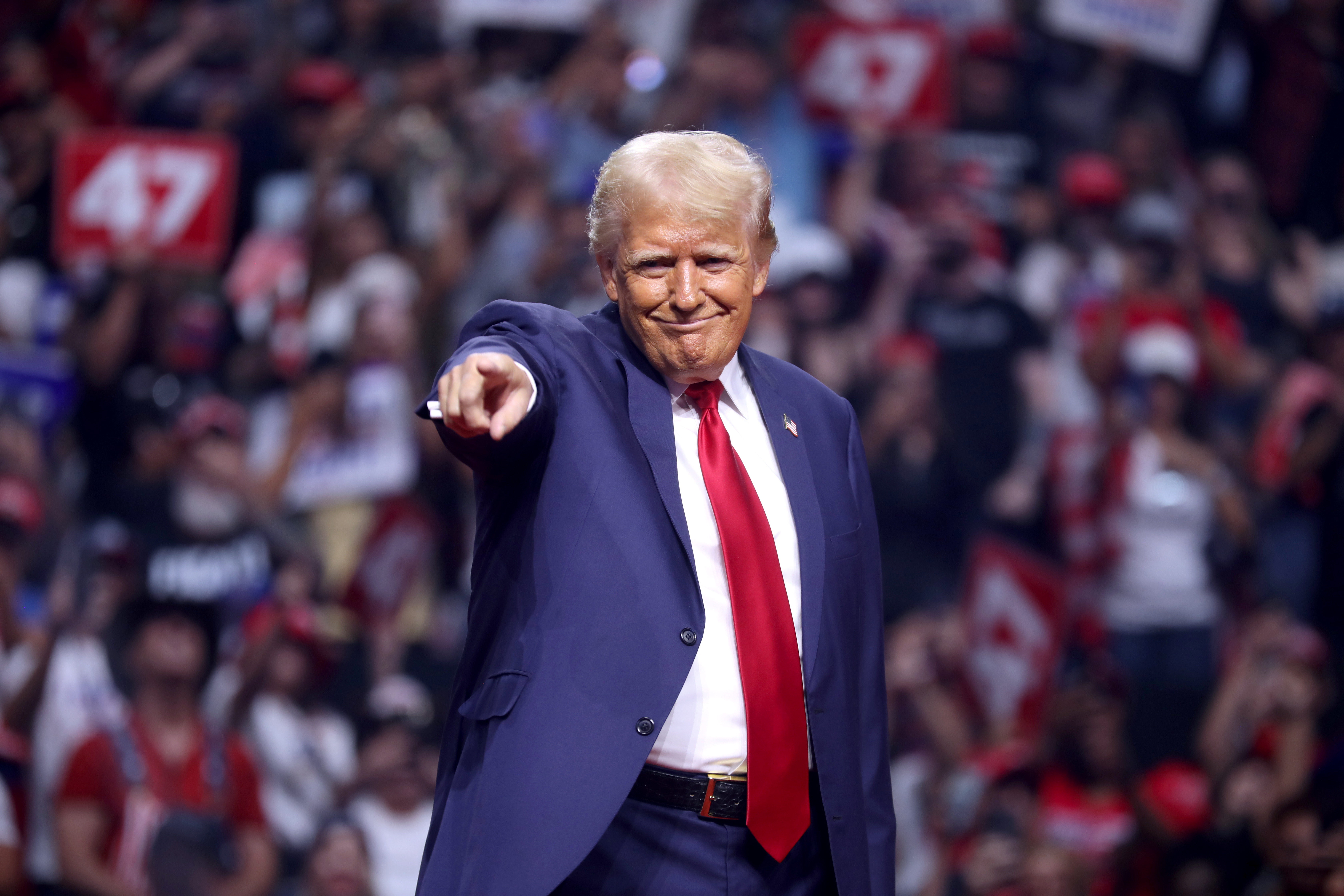
Trump během předvolební kampaně v Glendale v Arizoně 23. srpna 2024

Dne 15. listopadu 2022 oznámil Trump ve svém klubu Mar-a-lago na Floridě svou kandidaturu na prezidenta v amerických prezidentských volbách 2024. Jeho největším rivalem ve stranických primárkách byl floridský guvernér Ron DeSantis, který kandidaturu oficiálně oznámil až v květnu 2023.
Během kampaně Trump například uvedl, že je schopen ukončit ruskou invazi na Ukrajinu během 24 hodin a požaduje tresty smrti pro pašeráky drog. I nadále šířil tvrzení, že prezidentské volby v roce 2020 byly zmanipulovány. Proti prezidentovi a rivalovi z předešlých prezidentských voleb Joe Bidenovi se vymezoval velmi tvrdě. Řekl například, že vláda Joea Bidena používá stejné praktiky jako gestapo. V únoru 2024 uvedl, že státům, které dostatečně nepřispívají do rozpočtu Severoatlantické aliance (NATO), by Spojené státy americké pod jeho vedením nepřišly na pomoc. Zároveň dodal, že by Rusko dokonce povzbudil, ať si s nimi dělá, co chce. V květnu 2024 uvedl, že po členských státech Severoatlantické aliance požaduje, aby vydávaly na svou obranu alespoň 3 % svého HDP.
V roce 2023 se v několika amerických státech objevily právní výzvy proti Trumpovi ohledně jeho způsobilosti účastnit se prezidentských primárek. Nejvyšší soud státu Colorado v prosinci 2023 rozhodl, že Trump není způsobilý vykonávat funkci prezidenta USA a vyloučil ho z hlasování v primárkách v tomto státě, odkazujíc na 14. dodatek americké ústavy, který zakazuje osobám zapojeným do povstání či vzpoury proti ústavě vykonávat volené funkce. Tento rozsudek byl v březnu 2024 zrušen Nejvyšším soudem USA. V prosinci 2023 vyloučila Trumpa z primárek také státní tajemnice Maine Shenna Bellowsová, která se opřela o stejné ustanovení, protože Trump údajně podněcoval vzpouru po volbách 2020. Trump se zde opět úspěšně odvolal. V únoru 2024 rozhodl soud v Illinois o vyloučení Trumpa z republikánských primárek na základě jeho zapojení do útoku na Kapitol, avšak Trump se proti tomuto rozhodnutí úspěšně odvolal.

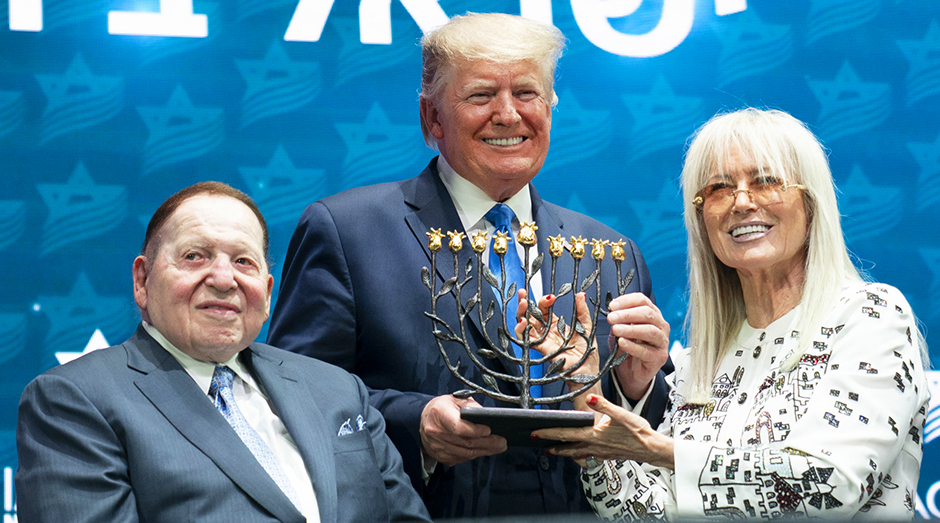
Izraelsko-americká miliardářka Miriam Adelsonová darovala Trumpově kampani přes 100 milionů dolarů

Dne 6. března 2024, den po odstoupení poslední protikandidátky Nikki Haleyové a den po volebním superúterý, zůstal jediným kandidátem Republikánské strany na funkci hlavy státu. V červenci 2024 byl stranou oficiálně nominován jako její kandidát. Ve věku 78 let se stal historicky nejstarším kandidátem nominovaným do voleb o tuto funkci.
Izraelsko-americká miliardářka Miriam Adelsonová poskytla v říjnu 2024 Trumpově prezidentské kampani nejméně 100 milionů dolarů, tedy přes 2,3 miliardy korun. Podmínkou mělo být, že Trump bude jako prezident podporovat politiku izraelské vlády. Elon Musk poskytl Trumpově kampani přes 75 milionů dolarů.

### Pokusy o atentát
Dne 13. července 2024 došlo na předvolebním mítinku Donalda Trumpa v pensylvánském Butleru ke střelbě, při níž Trump utrpěl zranění pravého ucha, jeden divák zemřel a dva byli kriticky zraněni. Dvacetiletého střelce zastřelily bezpečnostní složky. FBI oznámila, že pachatelovým motivem bylo spáchat útok na významném shromáždění bez ohledu na to, zda půjde o Donalda Trumpa. Uvažovaným cílem byl i prezident Biden.
Dne 15. září 2024 byl na Trumpově golfovém hřišti ve West Palm Beach zmařen pokusu o další atentát na Donalda Trumpa. Osmapadesátiletého muže skrytého v křoví s puškou typu AK-47 před pokusem o útok odhalila tajná služba a později jej dopadla policie. Motivem útočníka byla vražda Donalda Trumpa z politických důvodů.

### Druhé zvolení
V roce 2024 zvítězil v republikánských primárkách pro prezidentské volby, ve kterých následně 5. listopadu 2024 porazil kandidátku Demokratů Kamalu Harrisovou. Zároveň je po Groveru Clevelandovi druhým prezidentem v historii Spojených států, který byl zvolen na dvě na sebe nenavazující volební období. Ve věku 78 let a 7 měsíců se stal nejstarší osobou, která nastoupila do amerického prezidentského úřadu.
V polovině ledna 2025, stále coby zvolený prezident, byl zapojen do vyjednávání dohody o příměří ve válce mezi Izraelem a Hamásem. Poté, co se jeho zvláštní vyslanec pro Blízký východ Steve Witkoff setkal s premiérem Izraele Netanjahuem, došlo k přijetí dohody.

## Prezident USA (od roku 2025)

### Druhá administrativa
Druhá vláda Donalda Trumpa vykonávala svůj mandát od jeho inaugurace v lednu 2025. Mezi význačné členy vlády patřili ministr zahraničních věcí Marco Rubio, ministr obrany Pete Hegseth, ředitel CIA John Ratcliffe nebo ministr financí Scott Bessent. Trump také oznámil, že zřídí úřad pro efektivní vládu, který měli vést Elon Musk a Vivek Ramaswamy. Nakonec ho ale vedl Musk sám.
Zpravodajská média uvedla, že Trump obsazoval klíčové posty loajálními, nikoli zkušenými lidmi, a že vláda byla vytvořena osobami s protichůdnými názory a „eklektickými osobnostmi“. Vláda bývá popisována jako nejbohatší v novodobé historii, neboť je tvořena více než 13 miliardáři.

### 2025

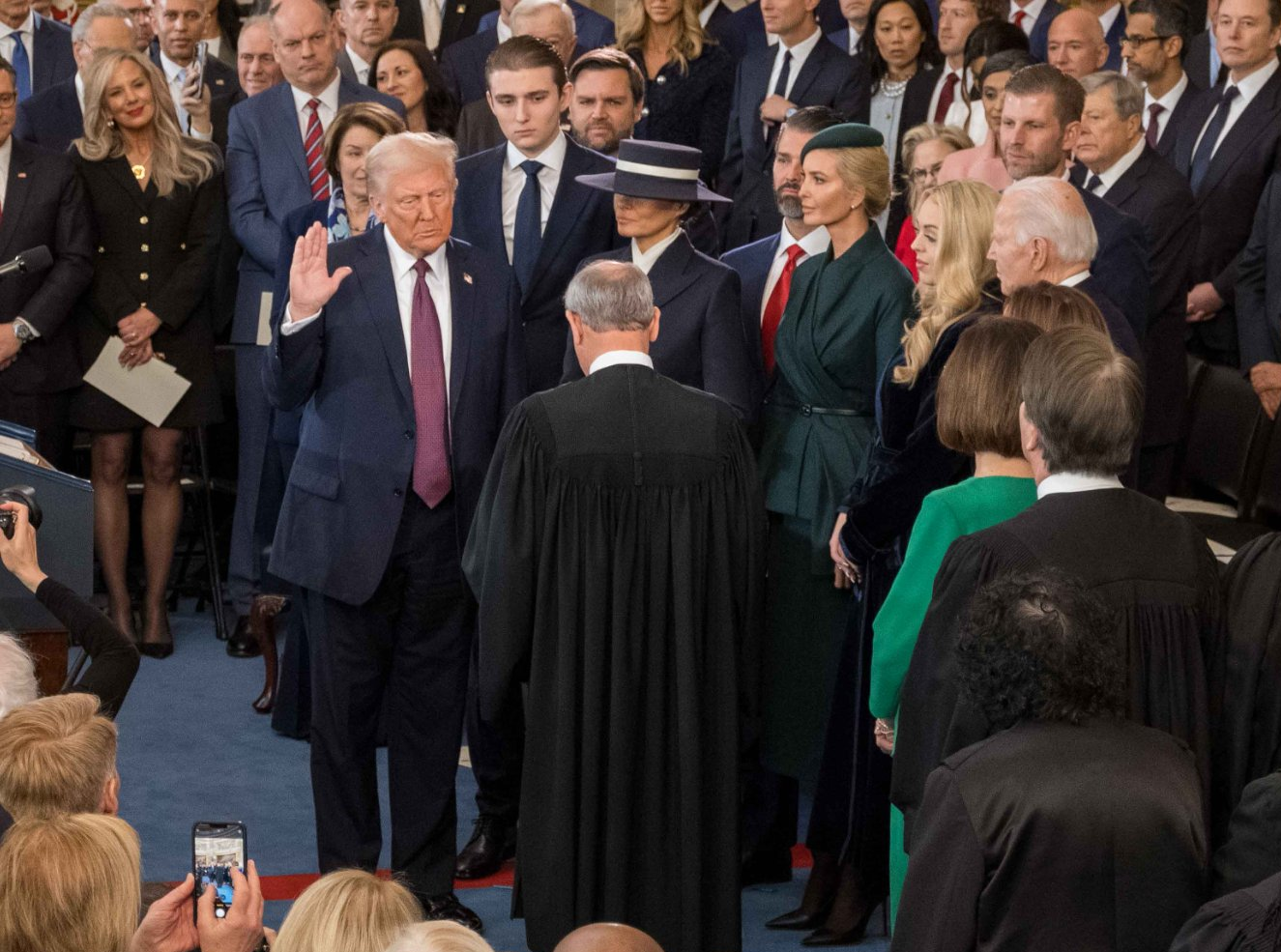
Druhá inaugurace Donalda Trumpa 20. ledna 2025

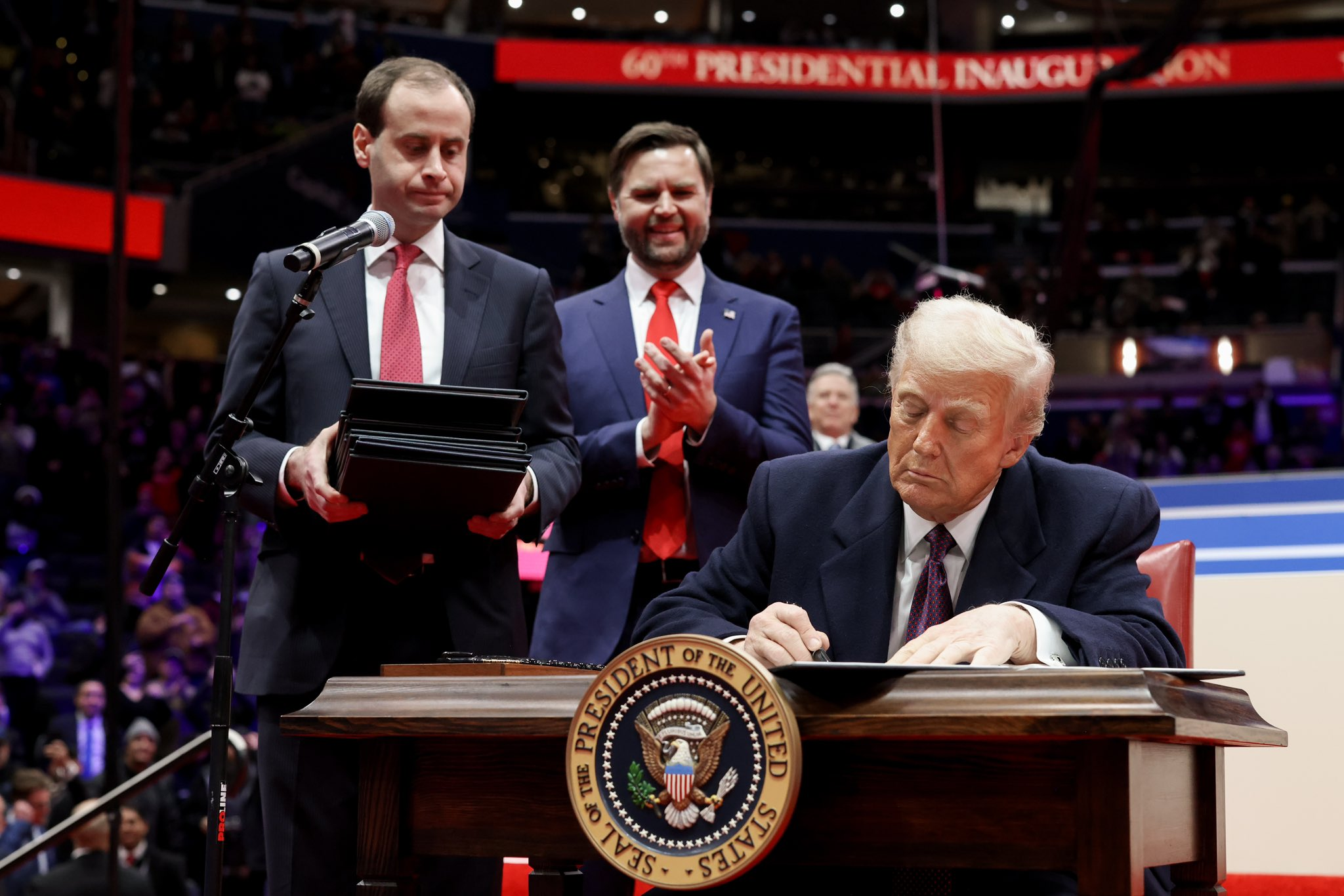
Trump podepisuje první exekutivní příkazy, 20. ledna 2025

Druhá inaugurace Donalda Trumpa proběhla 20. ledna 2025, kdy složil prezidentský slib. Následně podepsal kolem dvou set exekutivních příkazů. Částí z nich anuloval exekutivní příkazy vydané předchozím prezidentem Joem Bidenem. Svými exekutivními příkazy například vyhlásil nouzový stav na hranici s Mexikem, ukončil program legálního vstupu do USA s pomocí aplikace CBP One, ohlásil plánované zátahy na nelegální migranty, dále vyhlásil stav energetické nouze a povolil maximalizaci těžby ropy a zemního plynu, znovu odstoupil od Pařížské dohody o boji proti klimatickým změnám. Omilostnil kolem 1500 účastníků a organizátorů útoku na Kapitol z roku 2021. Dále za USA znovu vystoupil ze Světové zdravotnické organizace (WHO). Nařídil, aby státní úřady uznávaly pouze dvě pohlaví, muže a ženu, a zrušil genderově zaměřené vládní programy. Dočasně odložil prosazování federálního zákazu čínské sociální sítě TikToku nejméně o 75 dní. V neposlední řadě ohlásil přejmenování několika místopisných názvů, například Mexickému zálivu se v USA bude říkat „Americký záliv“ a hora Denali na Aljašce se bude místo názvu v jazyce zdejších původních obyvatel znovu nazývat horou McKinley. V dalším příkazu k genderové otázce stanovil, že federální pojišťovací programy přestanou hradit lékařskou péči týkající se změny pohlaví u mladistvých. Předtím již nařídil Pentagonu, aby provedl přezkum, zda má být transgenderovým lidem zakázána vojenská služba. Mnoho z těchto příkazů bylo následně přezkoumáváno soudy. Do března 2025 se soudy zabývaly již stovkou žalob a některé příkazy byly zablokovány nebo zrušeny.
Po nástupu do úřadu pohrozil převzetím Panamského průplavu a nevyloučil v této souvislosti použití vojenské síly, což zdůvodnil rostoucím vlivem Číny (obě strany průplavu obsluhují kontejnerové terminály hongkongské společnosti Hutchison Ports PPC).
Ohlásil opatření pro podporu domácí výroby v principech ekonomického protekcionismu, izolacionismu a obchodních válek. V březnu zavedl cla na dovoz z Kanady, Mexika a Číny. Ohlásil také zavedení cel pro dovoz z Evropské unie a na zemědělský dovoz. Jeho kroky vedly k celní válce, zejména s Čínou.

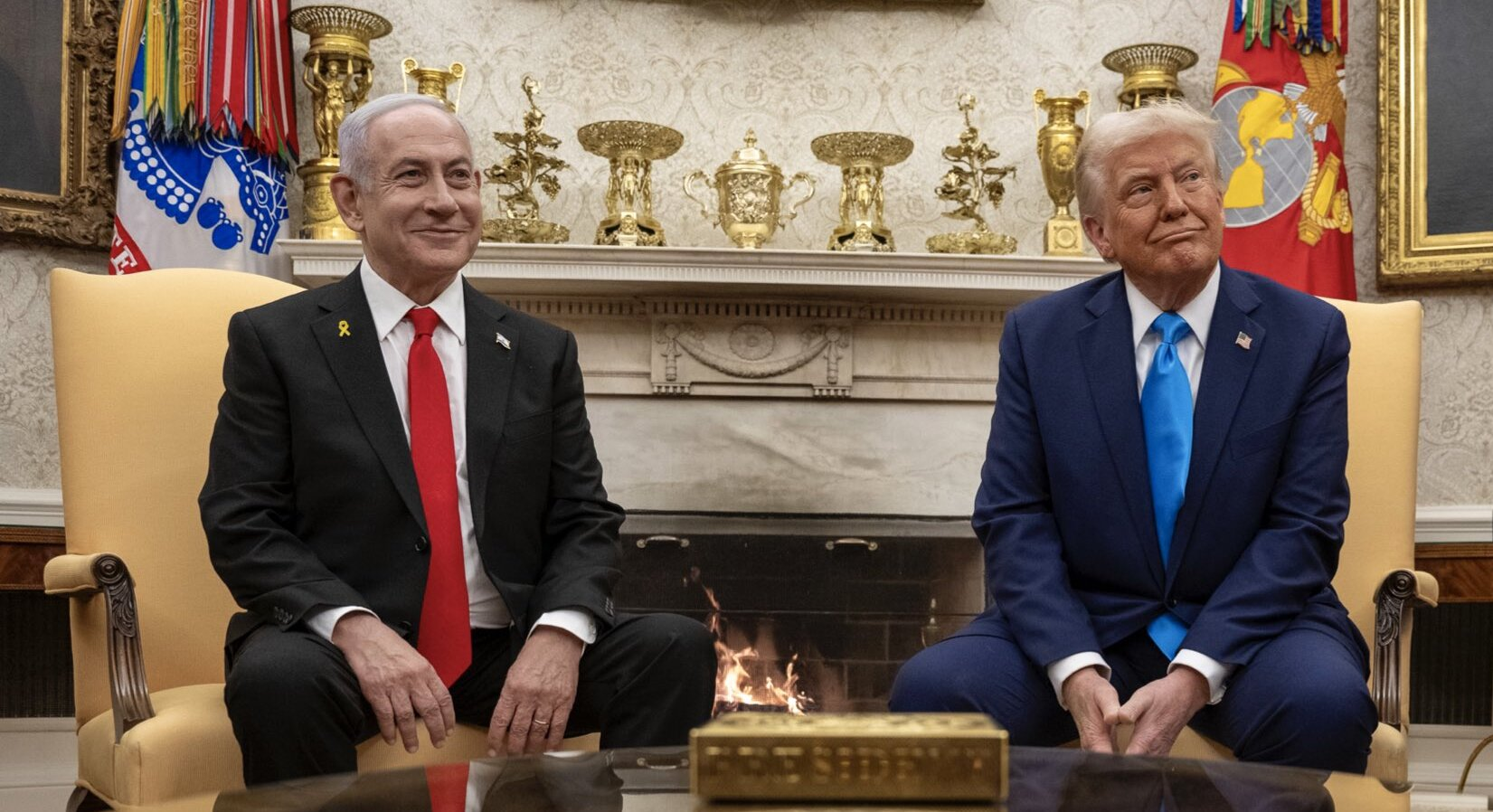
Trump a izraelský premiér Benjamin Netanjahu v Bílém domě, 4. února 2025

Trump destabilizoval veřejné instituce, zejména prostřednictvím škrtů ve státních úřadech a hromadného, často nezákonného propouštění desetitisíců zaměstnanců, což v některých případech soudy následně zvrátily. Kritizoval rovněž státní i elitní univerzity – těm, které neakceptovaly jeho agendu (například rušení politik diverzity, omezování progresivních předmětů, posilování konzervativního vlivu, potlačování tzv. „neamerických činností“ apod.), odebral federální granty v hodnotě stovek milionů dolarů. Usiloval o omezení role federálního ministerstva školství a nakonec o jeho zrušení, aby o školství zcela rozhodovaly jednotlivé státy a rodiče, což mělo vést k posílení vlastenecké a křestaňské výchovy.  Kritizoval také univerzity za přístup k antisemitismu a nechal zadržet a vyhostit některé propalestinské zahraniční studenty. Dále nechal ze státních webových stránek odstranit zmínky o historických přínosech Afroameričanů, stejně jako další obsah připomínající rasovou a genderovou rozmanitost Spojených států a jejich dějin. Současně byly odstraněny odkazy na klimatickou krizi, čímž došlo k systematickému potlačování témat spojených s environmentální a sociální spravedlností.
V zahraniční politice vyjádřil podporu Izraeli ve válce s Hamásem. Prohlásil, že si přeje, aby válka v Pásmu Gazy skončila „co nejrychleji“. Po své inauguraci v lednu 2025 Trump přes média navrhl, aby Jordánsko a Egypt přijaly „dočasně či dlouhodobě“ Palestince z Pásma Gazy. Obě země takové řešení odmítly. Při státní návštěvě izraelského premiéra Benjamina Netanjahua ve Washingtonu Trump upřesnil, že by Spojené státy mohly převzít kontrolu nad Pásmem Gazy a developersky ji obnovit. Podmínkou by bylo vysídlení Palestinců do okolních arabských zemí. Trumpův návrh na odsun Palestinců z Gazy podpořili Netanjahu, izraelský ministr obrany Jisra'el Kac, vůdce izraelské opozice Ja'ir Lapid i většina izraelské veřejnosti.

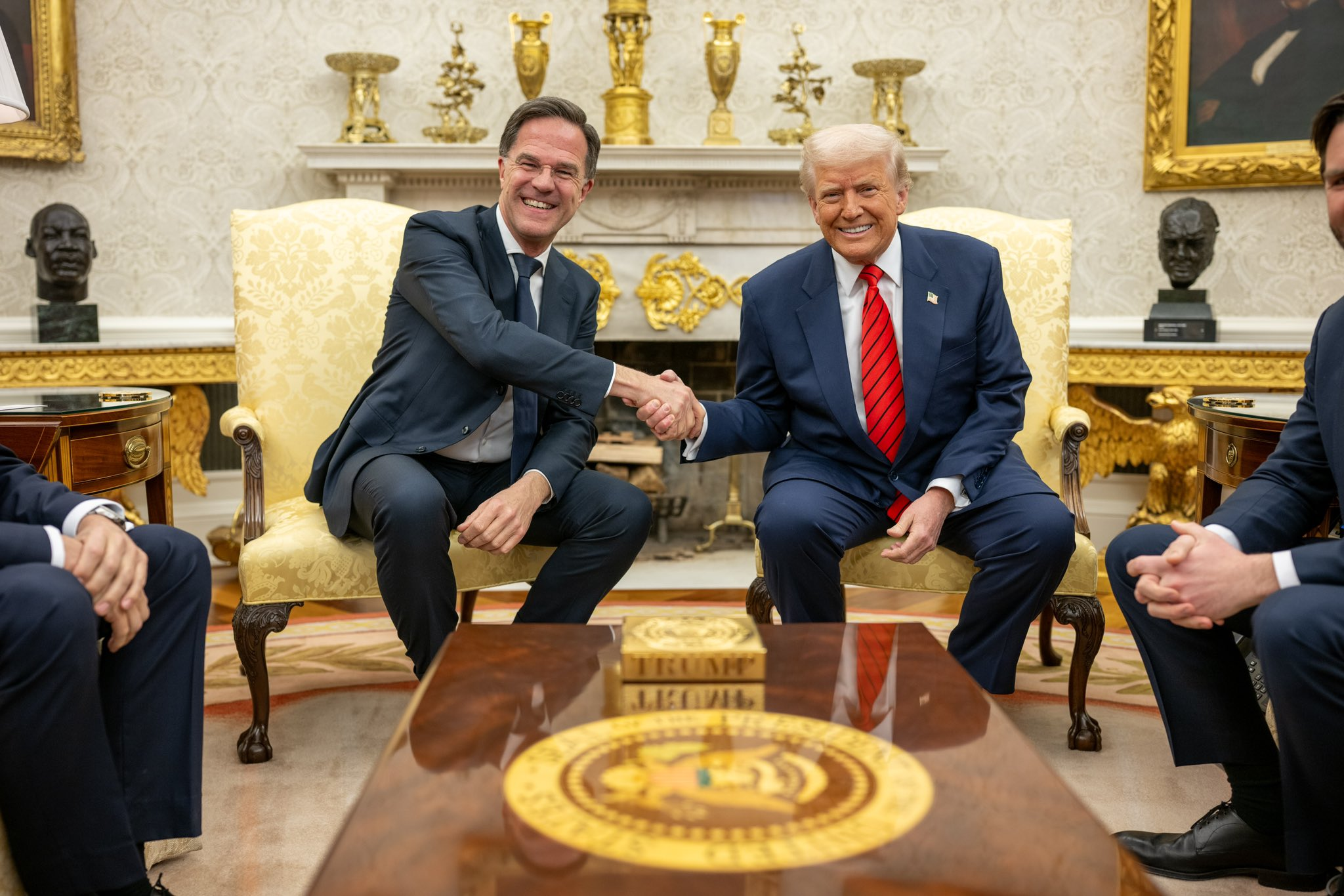
Trump a generální tajemník NATO Mark Rutte v Bílém domě, 13. března 2025

Kritizoval Ukrajinu ve válce s Ruskem, kterou se Trump snažil ukončit a ukrajinského prezidenta Volodymyra Zelenského zpočátku vnímal jako hlavní překážku míru. Odmítl podpořit vstup Ukrajiny do NATO a poskytnutí bezpečnostních záruk Ukrajině v případě příměří. Ukrajině na několik dní zastavil dodávky dojednané vojenské pomoci a pro její pokračování požadoval souhlas s příměřím a podíl z nerostného bohatství země. Preferoval uzavření míru i v případě ztráty ukrajinského území ve prospěch Ruska. Od dubna 2025 se začal vyjadřovat kriticky na adresu ruského prezidenta Vladimira Putina, který odmítl příměří navržené Spojenými státy a Ukrajinou. Trump a někteří Trumpovi spojenci v Kongresu začali zvažovat uvalení druhotných sankcí proti Rusku ve formě zvýšených cel na země nakupující ruskou ropu, zemní plyn, uran a další nerostné suroviny, které jsou hlavním zdrojem příjmů Ruska. Počátkem července 2025 schválil nové dodávky zbraní pro Ukrajinu a obvinil Putina, že ve válce kvůli němu umírá sedm tisíc vojáků týdně a Spojeným státům „servíruje spoustu keců“.
Během své prezidentské kampaně Trump hrozil zavedením 25 % cel na veškeré mexické zboží, pokud Mexiko nezastaví příliv imigrantů do Spojených států. V březnu 2025 Spojené státy uvalily 25 % cla na mexické zboží, ale po telefonickém rozhovoru mezi Trumpem a mexickou prezidentkou Claudií Sheinbaumovou bylo zavedení cel odloženo na neurčito. Trump také pohrozil vojenskou intervencí proti drogovým kartelům v Mexiku a v únoru 2025 zařadil mexické drogové kartely na seznam teroristických organizací. V reakci na Trumpovy hrozby Mexiko zesílilo boj proti kartelům a proti nelegální migraci přes americko-mexickou hranici.

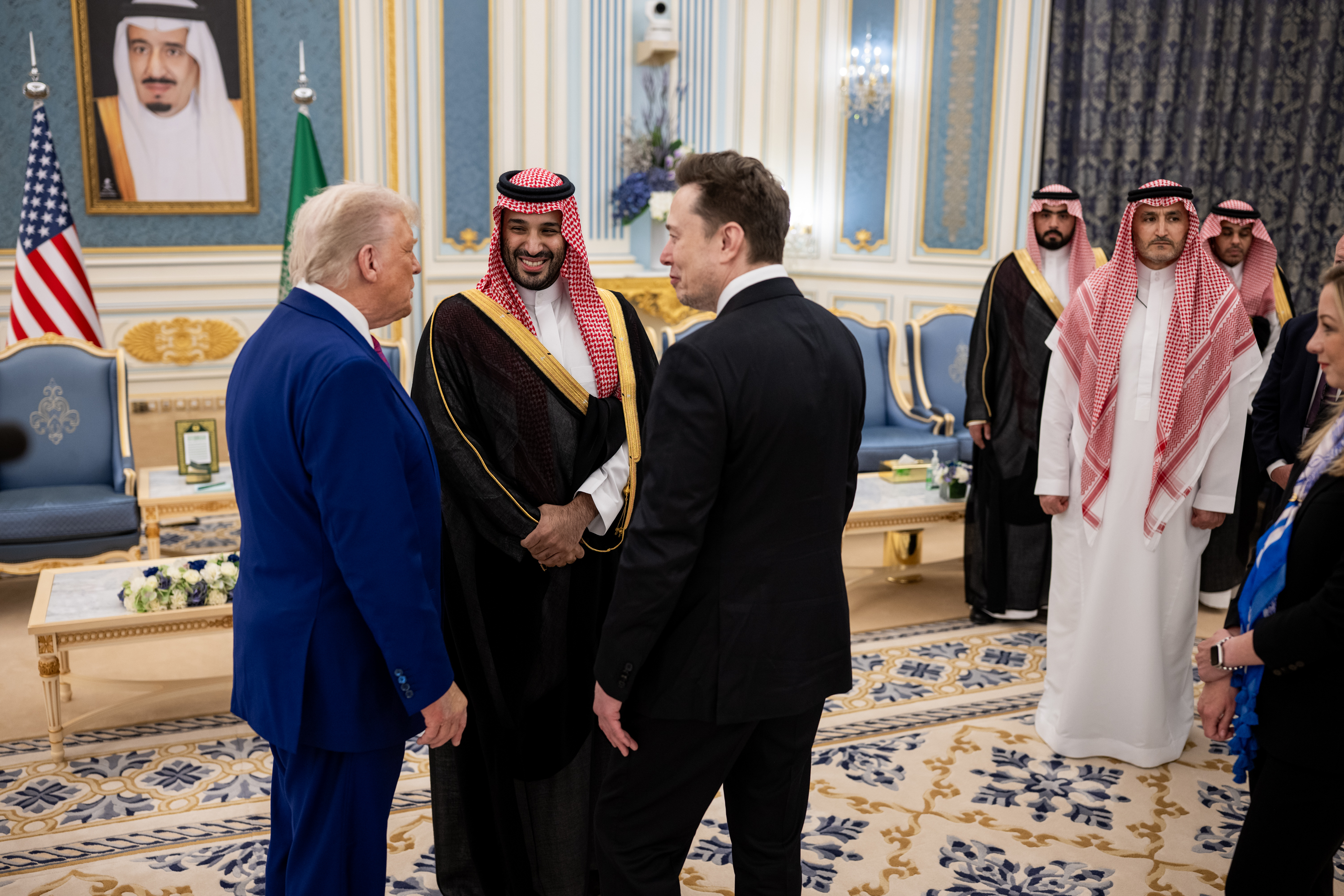
Trump, Elon Musk a saúdský vládce Muhammad bin Salmán v Rijádu, Saúdské Arábii, 13. května 2025

V březnu 2025 potvrdil, že má zájem ucházet se o třetí funkční období, ačkoliv něco takového přímo vylučuje americká Ústava.
Během své prezidentské kampaně v roce 2024 vyzval k tvrdšímu postoji vůči Číně a k uvalení cel na dovoz čínského zboží. Podle některých analytiků Trump a jeho poradci vnímají Čínu jako hlavního protivníka Spojených států a vstřícným postojem k Putinovi se snažili rozbít rusko-čínské spojenectví. Trump obvinil Čínu z opioidové epidemie ve Spojených státech. V březnu 2025 prohlásil, že cla mají za cíl vyvinout tlak na Čínu, aby udělala víc pro zastavení toku fentanylu do Spojených států. Drogy, převážně fentanyl, zabily jen v roce 2023 přes 100 000 Američanů. V březnu a dubnu 2025 se vyostřila obchodní válka s Čínou a obě země zvýšily cla na dovoz zboží. Dne 12. května 2025 se Spojené státy a Čína dohodly, že na dobu 90 dnů sníží své celní sazby ze 145 % na 30 %, respektive ze 125 % na 10 %, přičemž budou probíhat další jednání. V květnu 2025 Trumpova administrativa oznámila, že „zruší víza pro čínské studenty, včetně těch, kteří mají vazby na Komunistickou stranu Číny nebo studují v kritických oborech“.

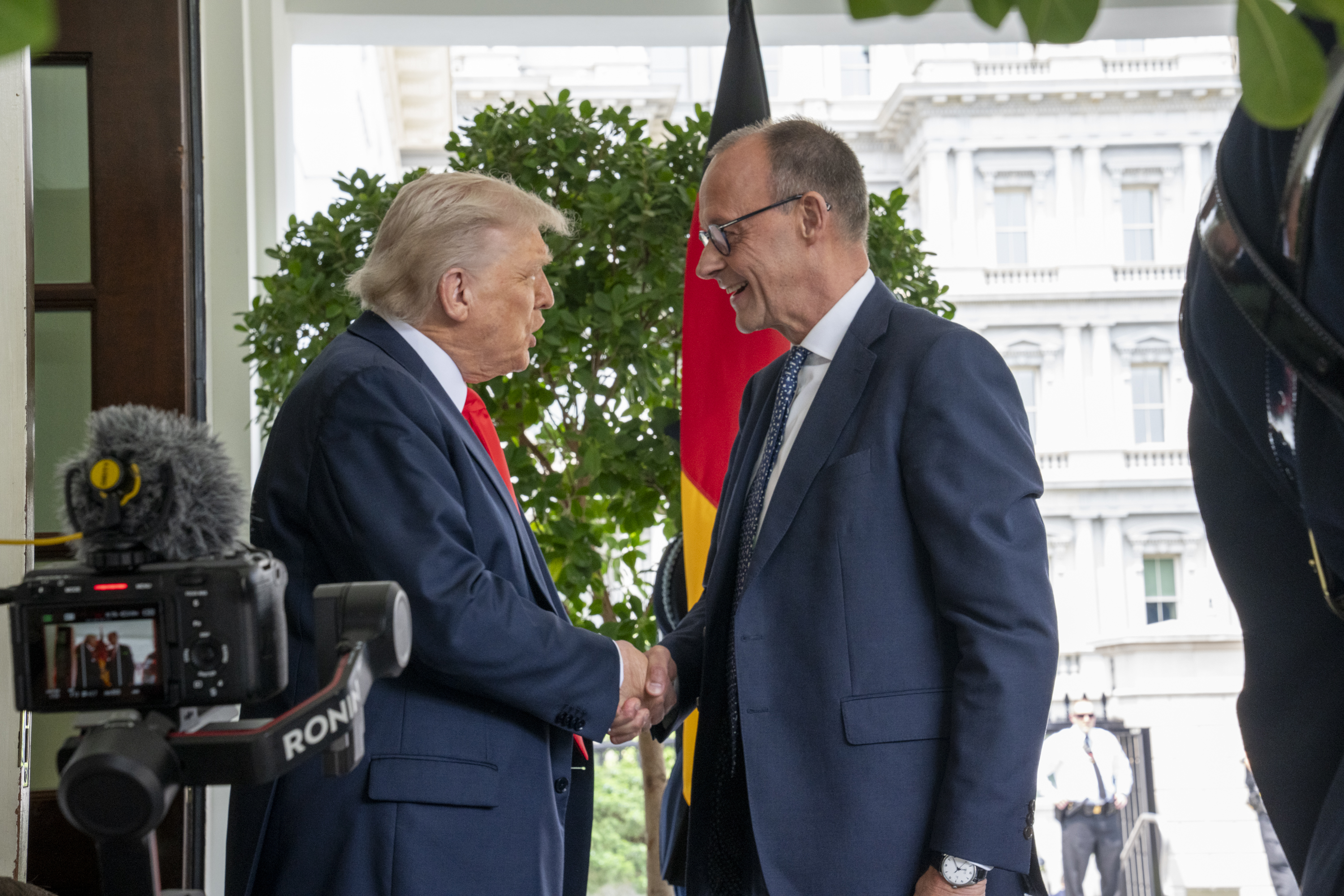
Trump a německý kancléř Friedrich Merz, 5. června 2025

Trump se zapojil do vojenské intervence v Jemenu proti Hútíům, kteří útočili na lodní dopravu v Rudém moři. Americké nálety proti Hútíům byly ukončeny poté, co Trump oznámil, že Hútíové souhlasili se zastavením útoků na lodní dopravu.
V květnu 2025 navštívil země Perského zálivu, kde podepsal dohodu o strategickém hospodářském partnerství se Saúdskou Arábií a se saúdským korunním princem bin Salmánem dojednal zakázky pro americké firmy v hodnotě 600 miliard dolarů. V Kataru byla podepsána dohoda o hospodářské výměně v celkové hodnotě 1,2 bilionu dolarů. Se Spojenými arabskými emiráty a Saúdskou Arábií byly uzavřeny obří kontrakty na prodej nejmodernějších čipů společnosti Nvidia.
V dubnu 2025 Trump oznámil jednání mezi Spojenými státy a Íránem ohledně íránského jaderného programu. Bílý dům prohlásil, že Írán má dva měsíce na uzavření dohody, které vypršely den před izraelskými údery. V červnu 2025 podpořil izraelské letecké útoky na Írán a zvažoval americké zapojení do války na straně Izraele. Dne 22. června 2025 nařídil útok na íránská jaderná zařízení.

## Kontroverze a kritika

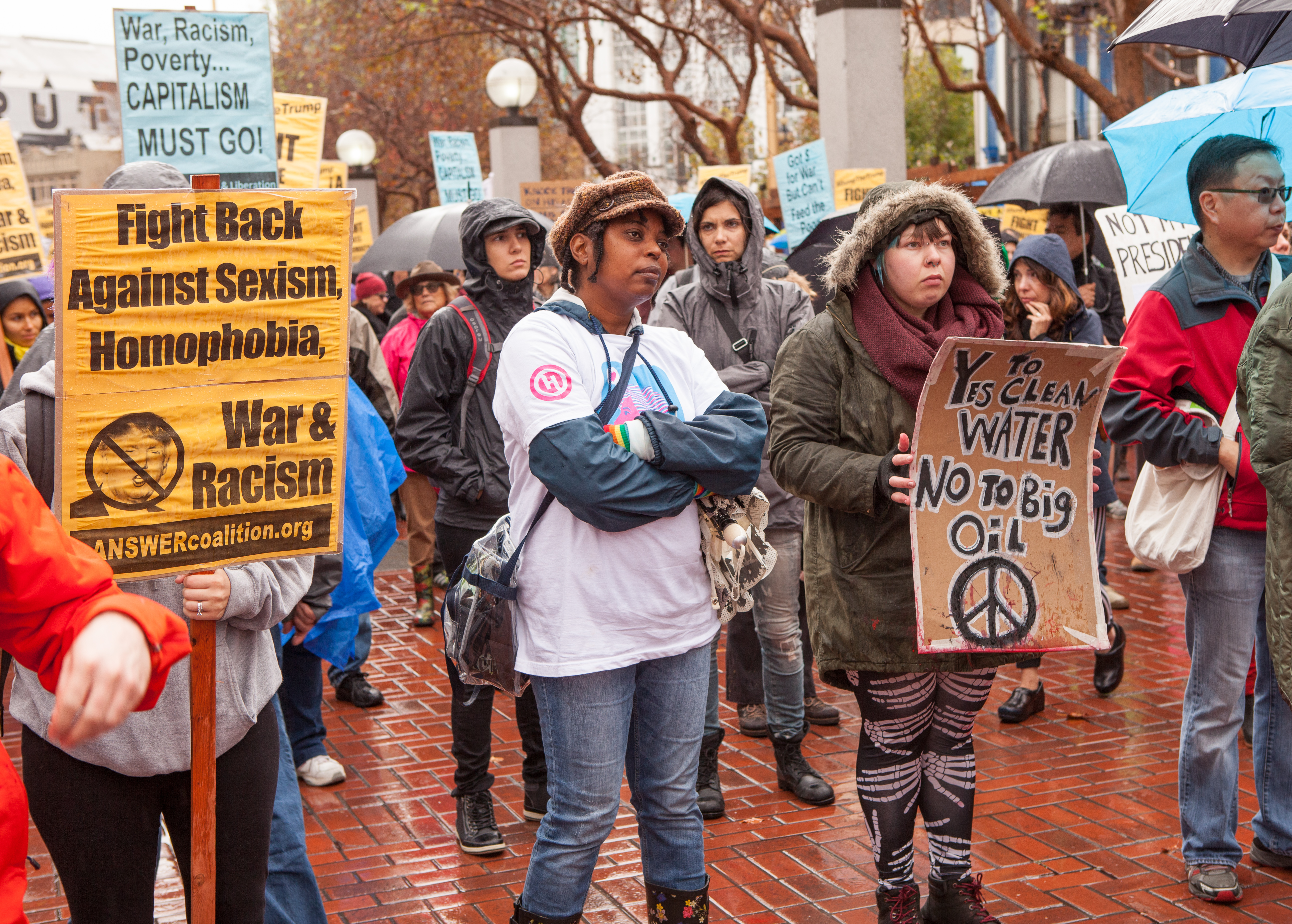
Demonstrace proti Trumpovi v San Francisku 19. listopadu 2016

### Vztah k ženám
V průběhu svého mediálního života se Donald Trump dle kritiků několikrát nevhodně vyjadřoval o ženách. V pořadu Howarda Sterna The Howard Stern Show v roce 2005 hodnotil ženy v žebříčku od 1 do 10. Jeho výroky nebyly jen obecné, ale směřovaly také na konkrétní ženy. V roce 1996 nazval bývalou Miss Universe Aliciu Machado „Miss Piggy“ (Miss prasátko), také „eating machine“ (žrací stroj) a „Miss Housekeeping“ (Miss uklízení). Při různých příležitostech slovně napadl americkou herečku Rosie O'Donnellovou, a to i během debaty Republikánské strany v roce 2015.

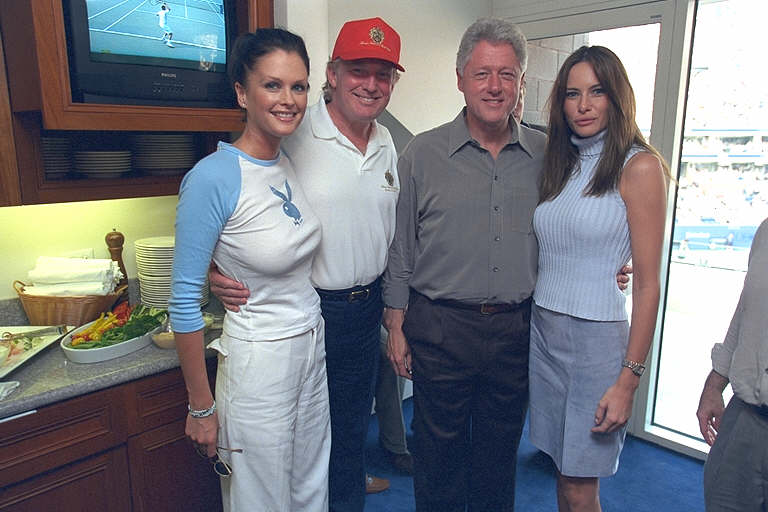
Trump, prezident Bill Clinton a modelky Melanija Knavs a Kylie Bax na US Open v roce 2000

V říjnu 2016, v době boje o prezidentský post, zveřejnil deník The Washington Post video z roku 2005 začínající záběrem přijíždějícího autobusu a spojeným se zvukovou stopou rozhovoru Donalda Trumpa s tehdejším televizním moderátorem Billym Bushem uvnitř autobusu a pokračuje rozhovorem Trumpa, Bushe a herečky Arianne Zucker ve studiu společnosti NBC Universal. V rozhovoru s Bushem se Trump nevhodně vyjadřoval o ženách a hovořil také o sexuálních útocích, ke kterým se přiznal. Donald Trump netušil, že mikrofon, který byl s jeho vědomím na něm umístěn, je již aktivní. Konkrétně promluvil o osahávání žen, kterých se dopouštěl, a že mu to vždy prošlo, protože je slavný. Za tyto výroky se po jejich zveřejnění omluvil; v té době od něj ale odešlo mnoho jeho příznivců. Následně několik žen potvrdilo jeho vlastní slova s tvrzením, že jsou to ony, o kterých Trump na nahrávce mluví. Jednou z žen byla Natasha Stoynoffová z magazínu People, její tvrzení později potvrdilo šest jejích kolegů. Existují ještě další audio nahrávky, na kterých Trump hovořil o ženách. V roce 1997 prohlásil, že jako ředitel soutěže Miss Teen USA mohl chodit do šaten dívek a mohl je tak vidět nahé. Dívkám tvrdil, že jde o inspekci. Několik původních soutěžících toto jeho prohlášení označilo za pravdivé.
Před samotnou soutěží jdu do zákulisí. A každá se tam převléká a připravuje a tak. A, víš, žádný chlap okolo. Já tam můžu vejít, protože jsem majitel celé podívané. (…) To víš: stojí tam neoblečené. (…) A vidíš ty neuvěřitelně pohledné ženy. Mně tohle ale projde.
Donald Trump v show Howarda Sterna
Minimálně 24 žen Trumpa obvinilo ze znásilnění, sexuálních útoků, násilné líbání bez souhlasu, osahávání na intimních místech nebo jiného obecně nevhodného chování se sexuálním podtextem. Většinou se jednalo o mladé dívky, v době, kdy byl Trump již starší, ženatý a vlivný byznysmen. Trump všechna obvinění odmítá, u některých případů dodal, že daná žena „by nebyla jeho první volba“, nebyla dostatečně atraktivní, popřípadě je navíc označuje za lhářky.
Dne 9. května 2023 newyorský soud v občanskoprávním řízení rozhodl, že Trump je povinen vyplatit žurnalistce a spisovatelce E. Jean Carroll odškodnění ve výši 2 milionů USD za sexuální násilí, jehož se vůči ní dopustil v 90. letech 20. století, a další 3 miliony za urážku na cti, které se dopustil, když její obvinění označil za lživé. Znásilnění mu ale dokázáno nebylo.

### Vztah se Stormy Daniels a falšování finančních záznamů
V letech 2006 až 2007 měl Trump mimomanželský vztah s pornoherečkou Stormy Danielsovou, kterou potkal na golfovém turnaji. V roce 2011, kdy Trump zvažoval kandidaturu na prezidenta, herečka chtěla svůj příběh prodat bulvárnímu tisku za 15 tisíc dolarů. Poté, co se o tom Trump dozvěděl, ji kontaktoval jeho právník Michael Cohen a hrozil jí právními spory. Herečka následně svou aféru s Trumpem popřela.
Její agent začal bulvární média obcházet znovu na jaře 2016 (tentokrát s cenovkou 200 tisíc dolarů), kdy Trumpova nová kandidatura začala získávat reálné obrysy, ale zájem nezaznamenal. Vše se změnilo v říjnu 2016 poté, co deník The Washington Post zveřejnil nahrávku o Trumpově chování k ženám. O příběh projevil zájem bulvární deník The Enquirer, když jeho ředitel byl Trumpův přítel a slíbil mu, že bude negativní příběhy o něm nakupovat a následně zamlčovat. Příběh herečky však nekoupil, ale spojil jejího advokáta s Trumpovým právníkem Michaelem Cohenem. Následně byla uzavřena dohoda o mlčení o tomto vztahu, kde herečka i Trump byli označeni pseudonymy, když jejich skutečná identita byla uvedena v příloze smlouvy. Herečce mělo být prostřednictvím jí vlastněné skořápkové firmy za její mlčení vyplaceno 130 tisíc dolarů. Trump s uzavřením dohody souhlasil, podepsal ji však jeho právník Cohen.
Platba však nepřicházela a herečka tak chtěla dohodu zrušit a svůj příběh opět prodat do médií. Částku nakonec zaplatil Cohen ze svého, a herečka pak své mlčení dodržela. Trump mu celou částku v průběhu roku 2017 nahradil, vykázanou jako obchodní výdaje za právní služby.
V březnu 2023 navrhla velká porota Trumpa v případu obžalovat. Dne 30. května 2024 byl Donald Trump, jako historicky první americký prezident, shledán porotou newyorského soudu vinným z falšování finančních záznamů ve všech 34 bodech obžaloby. Bývalému prezidentovi hrozil podmíněný trest nebo až čtyřleté odnětí svobody. Výše trestu měla být soudem oznámena 11. července 2024, k čemuž však nedošlo. Dne 10. ledna 2025 byl případ uzavřen a Trumpovi nebyl uložen trest, protože by to bylo nevhodné vzhledem k tomu, že byl zvolen prezidentem Spojených států (tzv. absolute discharge).

### Vztah k imigrantům

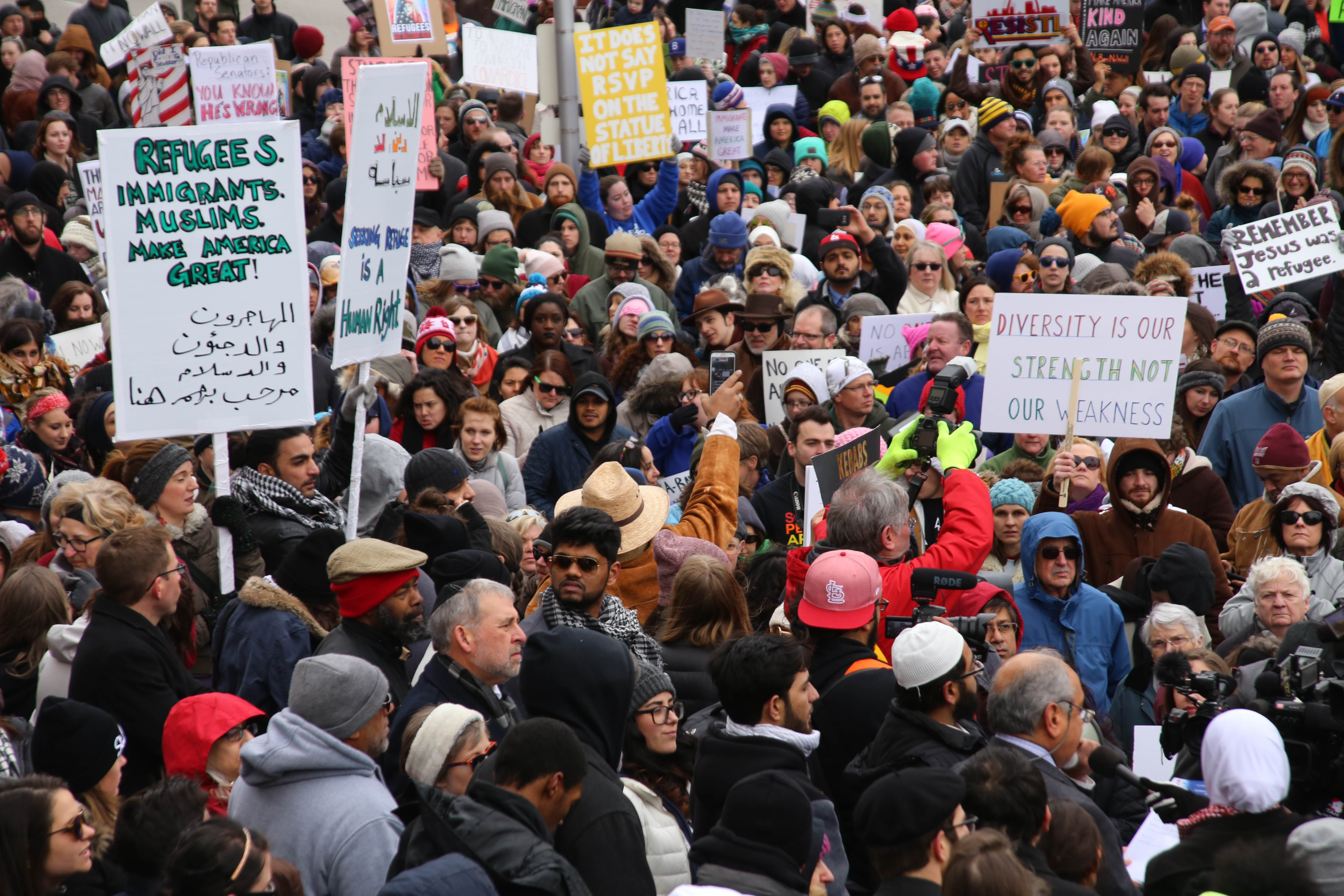
Protesty v St. Louis v únoru 2017 proti Trumpově imigrační politice

Trump způsobil kontroverzi, když při neveřejném setkání se senátory vyjádřil vulgárně na adresu přistěhovalců z karibských a afrických zemí, jejichž imigrace do Spojených států by se měla podle Trumpa omezit.
Trump je odpůrcem „sanctuary cities“, tedy ochranitelských či azylových měst, mezi něž patří New York, Los Angeles, Chicago a stovky dalších amerických měst, která na svém území odmítla uplatňovat federální zákony týkající se imigrace a chrání nelegální imigranty před federální vládou. Prezident Trump a jeho ministr spravedlnosti Jeff Sessions se snažili zabránit financování těchto měst z federálního rozpočtu, ale města jako Chicago se starostou Rahmem Emanuelem se tomu úspěšně bránila žalobami na americkou vládu.
Podle výzkumů veřejného mínění z konce července 2019 si více než polovina Američanů myslela, že Donald Trump je rasista.

### Komunikace skrze Twitter

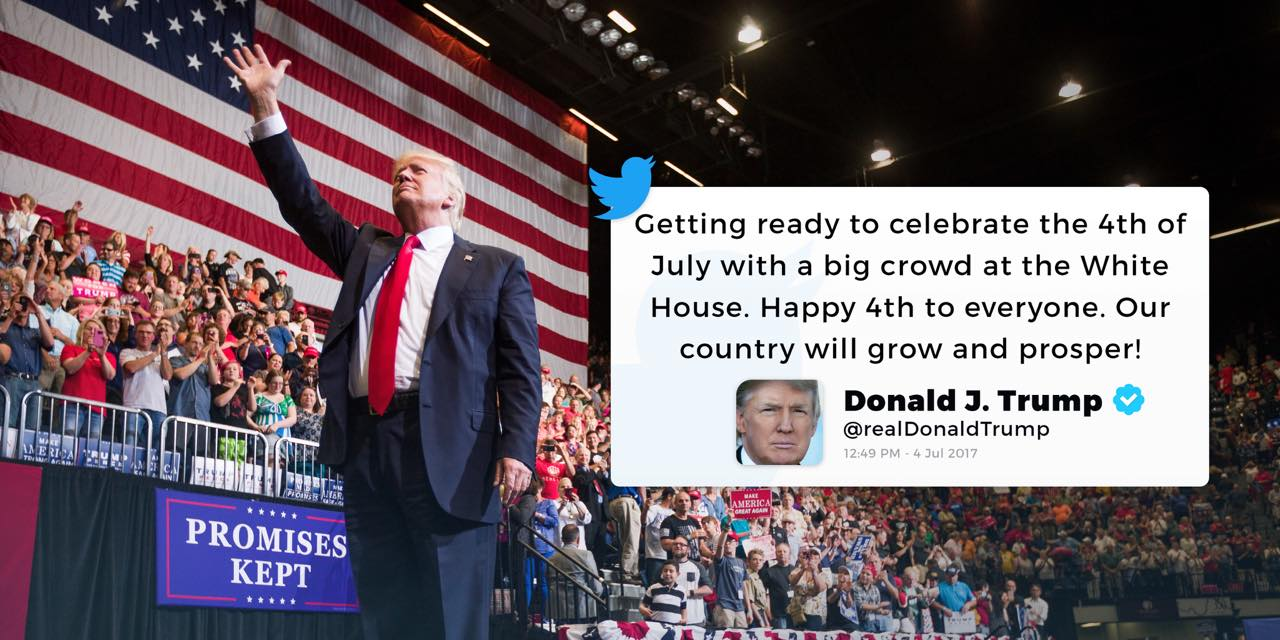
Tvít Donalda Trumpa v den státního svátku Dne nezávislosti, 4. července 2017

Donald Trump využíval soukromý twitterový účet @realDonaldTrump jako častý prostředek komunikace k vyjádření svých pocitů a politických názorů, tak i k oficiálním oznámením (například ke jmenování šéfa Fedu), přestože existuje oficiální prezidentský účet @POTUS. Trump si jej zřídil v březnu 2009. Tweety se staly zdrojem zpráv, z nichž vycházejí oficiální, veřejnoprávní i komerční média. Na druhé straně přerostlo blokování uživatelů, kteří na Trumpově soukromém účtu reagovali, v některých případech v civilně právní spory týkající se svobody projevu. V říjnu 2017 k tomu argumentoval tehdejší Trumpův tiskový mluvčí Sean Spicer, že Bílý dům považuje všechny Trumpovy tweety za „oficiální prohlášení prezidenta Spojených států“.
Vybrané dvojice Trumpových názorově protichůdných tweetů některé firmy otiskly na pantofle (anglicky flip-flops – označuje jak žabky, tak obrat v názoru). Soukromé tweety prezidenta coby zdroj žurnalistické zprávy jsou novinka, kterou – ač technologicky mohl – nepraktikoval ani jeho předchůdce v úřadu Barack Obama.
Trumpův soukromý účet Twitter zrušil těsně před koncem jeho funkčního období, v reakci na vniknutí jeho příznivců do budovy Kongresu v lednu 2021. Po ukončení Trumpova prezidentského období deník The New York Times vytvořil chronologicky i abecedně (podle adresátů) řazený souhrnný registr jeho twitterových invektiv, které podle deníku čítaly až 48 tisíc urážlivých slov.

### Zdravotní stav
Donald Trump nepije alkohol, a to v reakci na vědecky doložené důsledky alkoholismu a předčasnou smrt jeho vlastního staršího bratra Freda Jr. Trumpa. Tvrdí také, že nikdy v životě nekouřil. Je o něm známo, že má rád tzv. junk food – nepříliš zdravé a nutričně nevyvážené jídlo a kolové nápoje. Co se týče spánku a spánkové deprivace, dle jeho slov mu stačí 3 až 4 hodiny spánku denně. Například u mnoha jeho příspěvků na Twitteru lze najít čas odeslání kolem 3. či 4. hodiny ranní.
V prosinci 2015 Harold Bornstein, Trumpův praktický lékař od začátku 80. let, vydal dopis s popisem výborného zdraví Donalda Trumpa. Někteří novináři a političtí komentátoři si všimli, že způsob vyjadřování nebyl typický pro lékařský posudek, ale byl podobný vyjadřování Donalda Trumpa. V květnu 2018 sdělil Bornstein televizím CNN a NBC, že Donald Trump mu obsah dopisu nadiktoval. Podle dalšího Bornsteinova tvrzení v únoru 2017 tři Trumpovi muži „přepadli“ jeho ordinaci a konfiskovali Trumpovy zdravotní záznamy.
Podle lékařských prohlídek z ledna 2018 a února 2019 lékaři z Bílého domu konstatovali celkový dobrý zdravotní stav Donalda Trumpa s výjimkou zvýšeného cholesterolu a klinické obezity. Nicméně, Trumpovo koronární počítačová tomografie z roku 2018 indikuje výskyt ischemické srdeční choroby – jedné ze srdečních chorob, které jsou běžné u mužů Trumpova věku.
Dne 2. října 2020 Donald Trump oznámil, že on i jeho žena Melania mají pozitivní testy na covid-19.
V červenci 2025 byla Trumpovi diagnostikována chronická žilní nedostatečnost.

### Negativní a falešné zprávy vmédiích
Studie Media Research Center zjistila, že v roce 2016 v době předvolební kampaně věnovaly americké televizní stanice ABC, CBS a NBC mnohem více prostoru Trumpovi než jeho soupeřce Hillary Clintonové, ale celých 91 % mediálních výstupů o Trumpovi bylo negativních. Podle studie Pew Research Center, v roce 2017 bylo pouze 5 % zpráv o prezidentu Trumpovi pozitivních, v porovnání se 42 % pozitivních zpráv o prezidentu Obamovi v roce 2009, a média se zaměřovala více na Trumpovu povahu než na jeho politiku. Studie Harvardovy univerzity zjistila, že během prvních 100 dní Trumpa v úřadu amerického prezidenta bylo o Trumpovi negativních 93 % zpráv CNN a NBC, 91 % zpravodajství CBS, 87 % zpráv New York Times a 83 % zpráv Washington Post, 70 % zpravodajství The Wall Street Journal a 52 % zpráv Fox News. Podle studie z roku 2018 bylo stále přes 90 % mediálních zpráv o Trumpovi negativních. V lednu a únoru 2018 se 63 % zpráv o Trumpovi věnovalo skandálům, např. vyšetřování FBI pod vedením Roberta Muellera, který se snaží objevit a rozkrýt možné vazby prezidenta Trumpa a jeho spolupracovníků na Rusko, Izrael a další země, nebo skandálu kolem sexuálního vztahu Trumpa s pornoherečkou Stormy Daniels v roce 2006, a pouze 37 % zpráv se věnovalo politice Trumpovy administrativy.
Trump opakovaně obvinil některá americká média, například televizní stanice CNN a ABC nebo deníky New York Times a Washington Post, z šíření fake news a dezinformací. Amerického prezidenta podpořil polský prezident Andrzej Duda, který napsal: „Musíme nadále bojovat proti tomuto jevu. Polsko zažívá moc falešných zpráv z první ruky. Mnoho evropských a dokonce i amerických úředníků utváří své názory na Polsko na základě neúprosného toku falešných zpráv.“
V červnu 2018 vyhlásila Trumpova vláda politiku nulové tolerance vůči ilegální migraci a došlo také k oddělování dětí ilegálních imigrantů od jejich rodičů na americké hranici s Mexikem, za což se Trump ocitl pod palbou kritiky. Na sociálních sítích se šířila fotografie nedospělých imigrantů umístěných do drátěné klece jako důkaz nelidskosti Trumpovy imigrační politiky, později ale vyšlo najevo, že fotka byla pořízena za vlády Baracka Obamy. Trump na to reagoval na twitteru: „Demokraté chybně tweetovali obrázek z roku 2014, kdy vládl Obama, zobrazující děti na hranicích v drátěných klecích. Mysleli, že jsou to nové fotky a chtěli nás zostudit. Ale obrátilo se to proti nim.“ Na titulní straně časopisu Time se objevila fotomontáž fotografie s Trumpem a proti němu stojící plačící holčičkou z Hondurasu, která byla podle zpráv v médiích oddělená od své matky a jejíž fotografie obletěla celý svět. Jak ale vyšlo později najevo, holčička od matky oddělená nebyla.

### Svědectví bývalých spolupracovníků
Z výslechu bývalých Trumpových spolupracovníků, kteří byli zvláštním vyšetřovatelem Robertem Muellerem obviněni z federálních zločinů, vyplývají některé informace o Trumpově povaze a údajných podvodech, kterých se dopustil. Jeho bývalý právník Michael Cohen tvrdil, že Trump zakoupil celkem tři své malířské portréty z peněz vlastní charitativní nadace. Pro poslední koupi najal nastrčeného dražitele, který měl cenu vyšroubovat na nejvyšší ze všech dražených děl a pak mu celkem 60 000 dolarů proplatil z prostředků nadace. Portrét nyní visí v Trumpově venkovském klubu.

### Užívání nepravdivých tvrzení
V roce 2024 Donald Trump ve své kampani za znovuzvolení stále opakovaně využívá tvrzení, která již byla vyvrácena, ale které přesto jeho příznivci akceptují. Mezi nejvýznamnější patří: ukradené volby 2020, útok na Kapitol, největší davy a zázračná ekonomika. Tvrzení o ukradených volbách 2020, které odmítly desítky soudů po celých USA včetně konzervativních a republikánských představitelů, začali jeho kritici a nakonec i některá média říkat Big Lie (Velká lež). V předvolebních mítincích Trump tvrdí, že jeho vyzývatelka Kamala Harrisová nevyhraje a volby budou znovu ukradeny.
Útok na Kapitol ze dne 6. ledna 2021, za který již bylo odsouzeno na tisíc lidí (na až 20 let), Trump označuje za akt patriotismu a boj za demokracii. Odsouzeným slibuje v případě svého znovuzvolení amnestii. Trump nadsazuje množství lidí, kteří chodí na jeho mítinky a tvrdí, že nikdo nemá větší davy než on. Trump tvrdí, že vytvořil nejlepší ekonomiku v dějinách USA. Fakticky je růst HDP za období Trumpa i Bidena shodně 2,7 % a nezaměstnanost je nižší za Bidena než za Trumpa. Inflace je naopak vyšší za prezidenta Bidena.

## Soudní obvinění a žaloby
Kromě několika civilních procesů čelí Donald Trump obviněním před americkými federálními či národními soudy. Dva procesy s federálním dopadem byly ovšem 25. listopadu 2024 na žádost samotného zvláštního žalobce Jacka Smithe zastaveny.
Za závažné bylo doposud považováno obvinění z 1. srpna 2023, které Trumpa činí osobně odpovědného za nepokoje z 6. ledna 2021 spojené s útokem na sídlo amerického Kongresu, během kterého zemřelo několik lidí. Zatím poslední je obvinění schválené v polovině srpna 2023 velkou porotou soudu státu Georgia, že se pokusil spolu s 18 komplici zvrátit svou volební porážku v roce 2020 ve státě Georgia.